# Vorgeschichte des Zweiten Weltkrieges in Europa

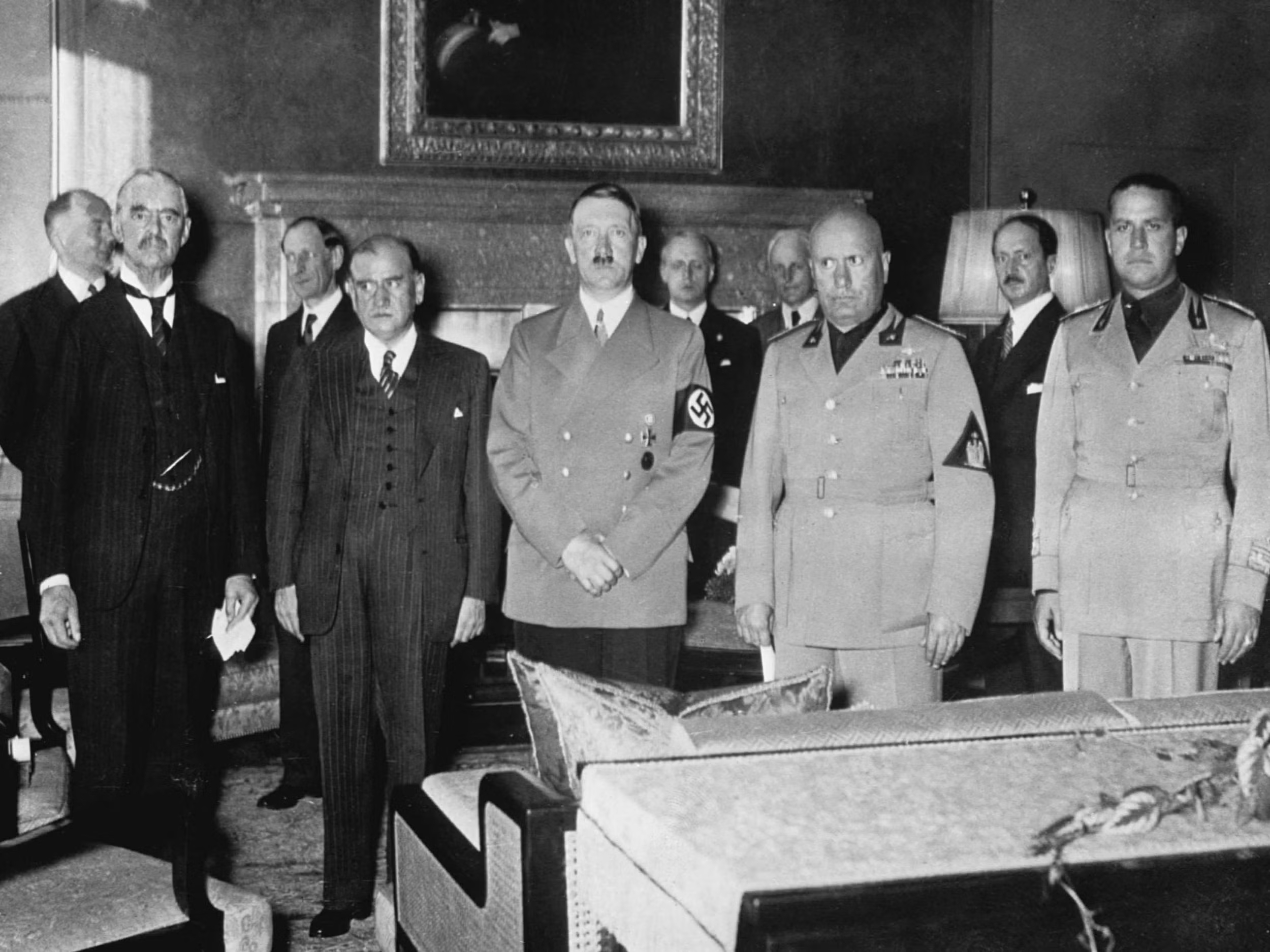
Die Staatschefs der europäischen Siegermächte Großbritannien, Frankreich und Italien bestimmten mit dem Deutschen Reich auf der Münchner Konferenz die Abtrennung des Sudetenlandes von der Tschechoslowakei.

Zur Vorgeschichte des Zweiten Weltkrieges in Europa gehören die Machtkonstellationen und die internationale Politik nach dem Ende des Ersten Weltkrieges bis zum Beginn des Zweiten Weltkrieges. In diesen Zeitraum fallen als wesentliche Entwicklungen der Aufbau der Sowjetunion, der Aufstieg des spanischen Falangismus, des italienischen Faschismus und des deutschen Nationalsozialismus.
Dazu gehört insbesondere die deutsche Kriegsvorbereitung sowie die Entschlüsse zur Zerschlagung der Resttschechoslowakei und die diplomatische und militärische Vorbereitung des Überfalls auf Polen.

## Überblick
Die Vorgeschichte des Zweiten Weltkrieges wurde unter verschiedenen, oft auch einander widerstrebenden Perspektiven untersucht. Die Erläuterung außen- und innenpolitischer Fragestellungen zur nationalsozialistischen Politik erlauben besser als die Schilderung von einzelnen Ereignissen, die Vorgeschichte des Krieges in ihren Zusammenhängen zu schildern:
- die Rolle der programmatischen Konzepte Adolf Hitlers vor 1933 für die deutsche Außenpolitik seit 1933
- der Stellenwert der Außenpolitik im Dritten Reich und ihr Verhältnis zur Innen-, insbesondere zur Sozialpolitik und zu anderen Machtzentren wie der Wehrmacht und dem Auswärtigen Amt.
- das Verhältnis der nationalsozialistischen Außen-, Wirtschafts- und Sozialpolitik zur vorherigen spezifisch deutschen und gesamteuropäischen Hegemonialpolitik seit etwa 1880.
- die wirtschaftspolitische Vorbereitung des Krieges; Rüstung und Industrie
- die Interessen weiterer Staaten.

## Neuordnung Europas nach dem Ersten Weltkrieg

Europa in den 1920er Jahren

Bis zum Ersten Weltkrieg waren Großbritannien, Frankreich, das Russische Kaiserreich, Österreich-Ungarn und das Deutsche Kaiserreich Europas bestimmende Großmächte. Dieses Mächtesystem brach durch die Niederlage des Russischen Reiches, des Habsburgerreiches und des Deutschen Kaiserreiches zusammen. Die Siegermächte des Krieges, Großbritannien, Frankreich und Italien, teilten Europa in mehreren Friedensverträgen, den Pariser Vorortverträgen, neu auf.
In Russland war im Kriegsverlauf durch die Oktoberrevolution ein bolschewistisches Regime an die Macht gekommen, das nun mit einem Cordon sanitaire neu gegründeter Nationalstaaten mit westlicher Orientierung abgeschirmt werden sollte. Dazu zählten Finnland und die neuen baltischen Republiken Estland, Lettland, Litauen. Polen erhielt seine Souveränität zurück, Rumänien wurde territorial stark vergrößert durch ehemals ungarische Gebiete (siehe Vertrag von Trianon) und des ehemals russischen Bessarabien (Näheres hier). Serbien, das ehemals österreichische Slowenien und das ehemals ungarische Kroatien wurden in einem neu gegründeten Königreich Jugoslawien vereinigt. Böhmen und Mähren wurden mit slowakischen und karpato-ukrainischen Gebieten zur Tschechoslowakei vereinigt. Österreich und Ungarn wurden zu Rumpfstaaten verkleinert.

## Versailler Vertrag
Der mit dem neuen republikanischen Deutschland geschlossene Friedensvertrag von Versailles war kein Werk der gegenseitigen Verständigung und des Ausgleiches zwischen Siegern und Besiegten, sondern hauptsächlich der Versuch, die machtpolitische und wirtschaftliche Stärke Deutschlands zu reduzieren. So wurden trotz des vom amerikanischen Präsidenten Woodrow Wilson in seinem 14-Punkte-Programm proklamierten Selbstbestimmungsrechts der Völker größere Gebiete vom Deutschen Reich ohne Volksbefragung der ansässigen Bevölkerung abgetrennt. Deutschland wurde die alleinige Kriegsschuld am Ausbruch des Ersten Weltkrieges zugewiesen, und es sollte, auf dieser Argumentation basierend, jahrzehntelang umfangreiche Reparationszahlungen leisten. Die deutsche Armee wurde unter Verbot der Haltung von Flugzeugen, U-Booten, Panzern und schweren Waffen auf 100.000 Mann begrenzt.
Der Versailler Vertrag wurde den Besiegten praktisch als Diktatfrieden aufgezwungen, und zwar ohne Zubilligung aktiver Teilnahme und Mitarbeit der Besiegten und unter Androhung der Wiederaufnahme der Feindseligkeiten, sollte nicht innerhalb zweier Tage unterschrieben werden. Große Teile der Bevölkerung Deutschlands waren mit den Deutschland betreffenden Neuregelungen dieses Vertrages unzufrieden. Dass man den Krieg militärisch verloren hatte, wollten viele nicht wahrhaben, sondern hingen der Dolchstoßlüge an, wonach die Novemberrevolution dem „im Felde unbesiegten“ (Friedrich Ebert) deutschen Heer in den Rücken gefallen wäre. Um dieses scheinbare Unrecht auszugleichen, bemühte sich die Außenpolitik der Weimarer Republik um Grenzkorrekturen vor allem im Osten sowie um die Angliederung Österreichs. Die Nationalsozialisten gingen darüber weit hinaus. Es ging ihnen um eine Neuverteilung der politischen und ökonomischen Einflusssphären in Europa, um Lebensraum und Hegemonie, vielleicht um die Weltherrschaft.
Auch kleinere Staaten erhoben Revisionsforderungen. Die Nachwirkungen der Weltwirtschaftskrise erschütterten die europäischen Westmächte. Auf dem Feld der internationalen Politik waren sie nicht mehr in der Lage, eine internationale Friedensordnung zu stabilisieren. Nachdem bereits die Weimarer Republik viele Bestimmungen des Versailler Vertrags zu lockern verstanden hatte, überging Adolf Hitler die weiteren Beschränkungen, wie die Begrenzung auf ein 100.000-Mann-Heer. Die Wiederaufrüstung Deutschlands bereitete den anderen Staaten Sorge. Sie fürchteten ein wirtschaftlich und militärisch starkes Deutschland.

## Revisionsbestrebungen und das Aufkommen von Faschismus und Kommunismus
Deutschlands Ziele lagen seit Gustav Stresemanns Zeit als Außenminister vorwiegend im Osten und beinhalteten die Rückgewinnung Danzigs, des „Korridors“, des Netzedistriktes und Ostoberschlesiens. Italien erhob Ansprüche auf Gebiete jenseits der Adria. Ungarn zielte auf Gebiete, die der Tschechoslowakei angegliedert worden waren, Polen versuchte, Litauen direkt oder indirekt wieder in seinen Machtbereich zu ziehen. Die Sowjetunion fürchtete, dass Polens Revisionismus auch auf den sowjetischen Teil der Ukraine zielte.
Das Streben der Bolschewiki, die revolutionäre Bewegung im Zuge der Nachkriegswirren mit Hilfe der Kommunistischen Internationale auf ganz Europa auszudehnen (Spartakusaufstand, Ungarische Räterepublik, Biennio rosso in Italien, Münchner Räterepublik, Aufstandsversuch in Österreich am 12. Juni 1919) hatten auch reaktionäre und nationalistische Kräfte wie die Freikorps in Deutschland und die Fasci di combattimento in Italien auf den Plan gerufen. Aus ihnen rekrutierte der Nationalsozialismus bzw. der italienische Faschismus in den 1920er Jahren einen erheblichen Teil seiner militanten Anhängerschaft.
Mussolini gelang die Machtergreifung am 30. Oktober 1922; einen Attentatsversuch am 31. Oktober 1926 nahm er zum Anlass, politische Freiheiten einzuschränken und die verbliebenen politischen Parteien aufzulösen (→ Einparteienstaat).
Hitler gelang die Machtübernahme am 30. Januar 1933; danach betrieb er radikal – auch mit Hilfe seiner paramilitärischen Verbände SA und SS – eine Gleichschaltung vieler gesellschaftlicher Bereiche, die Zerschlagung der Gewerkschaften und vieles mehr (Chronologie hier).
Zur Zusammenarbeit der beiden Diktatoren Mussolini und Hitler kam es wegen der offenen Frage Südtirol erst 1936, als sich Hitler im Zuge der Abessinienkrise auf Italiens Seite schlug und half, die Wirkung der Völkerbund-Sanktionen zu minimieren.

## Weltwirtschaftskrise und Autarkiepolitik in Deutschland

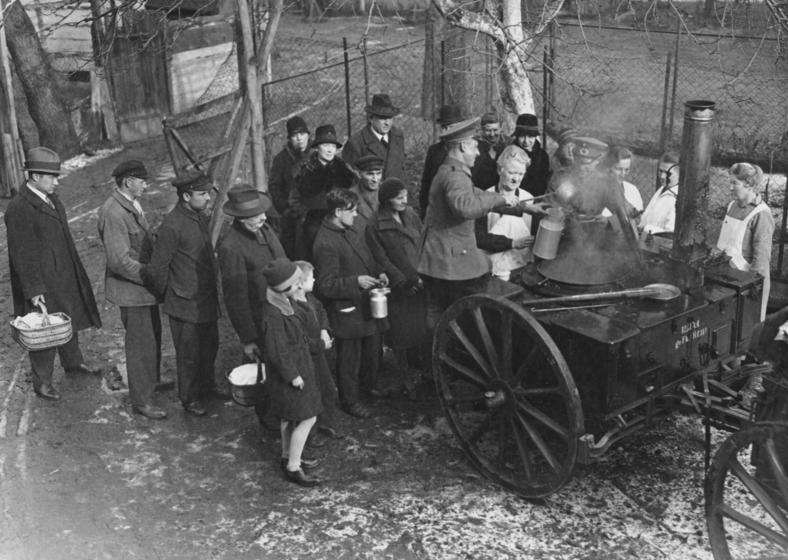
Armenspeisung durch die Reichswehr, Berlin 1931

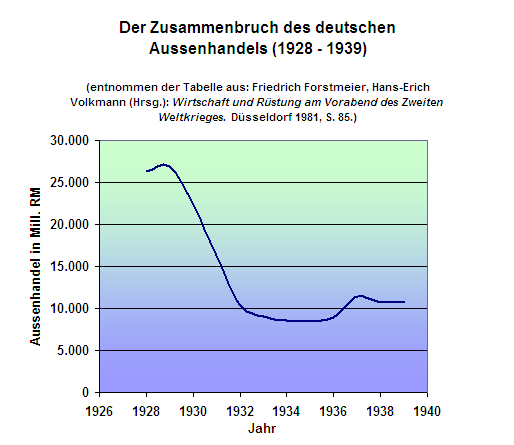
Der Zusammenbruch des deutschen Außenhandels, Deutschland musste sich Rohstoffe und Lebensmittel auf dem Weltmarkt gegen Industrieprodukte eintauschen.

Deutschland hatte damals einen lebenswichtigen Bedarf an Nahrungsmittel- und Rohstoffimporten. Diese mussten durch Export finanziert werden. Dieser Exportdruck verschärfte sich durch die Gebietsabtretungen gemäß dem Versailler Vertrag, bei denen Deutschland zum Beispiel 50 Prozent der Eisenerzförderung und etwa 13 Prozent seiner jährlichen Weizenernte einbüßte. Die 1930 einsetzende Weltwirtschaftskrise führte zu einem Zusammenbruch des Welthandels und traf damit Deutschland schwer – die lebenswichtige Einfuhr konnte nicht mehr durch Ausfuhren finanziert werden. Aus diesem Dilemma entstand die Idee der Autarkie als Alternative zum weltwirtschaftlichen Freihandelsprinzip. Für den Historiker Hans-Erich Volkmann bot die Lebensraumtheorie der Nationalsozialisten das „gedankliche Dach“, „unter dem die Idee der Autarkie gedeihen konnte“.
Wie ihre Vorgänger zogen die NS-Regierung sowie Hjalmar Schacht, Präsident der Reichsbank, zur Steigerung des Exports keine Abwertung der Reichsmark in Betracht. Außer Prestigegründen spielte dabei die Erinnerung an die inflationäre Geldentwertung 1923 eine Rolle. Neben der Ausweitung von Maßnahmen zur Regulierung des Devisenverkehrs und der Schuldenrückzahlung wurden ab 1934 bilaterale Handelsverträge angestrebt. So erhielt das Deutsche Reich neue Absatzmärkte und Rohstoffreserven in Polen, Rumänien, Ungarn, Jugoslawien und Bulgarien. Damit kam Hitler ab 1936 dem Ziel einer ökonomischen Unabhängigkeit vom Weltmarkt durch eine autarke Großraumwirtschaft in Südosteuropa näher.
Eine Missernte 1934, Bürokratisierung und Ineffizienz des Reichsernährungsministeriums hatten im Herbst 1935 zu Lebensmittelknappheit geführt. In der Folge hatten Lebensmittelimporte kurzzeitig Vorrang vor Rohstoffimporten für die Rüstungsindustrie, die nun den wirtschaftlichen Aufschwung wesentlich trug. Eine Rückkehr Deutschlands zum Welthandel und damit zu verstärkter Exportorientierung wurde als schwierig beurteilt. So schrieb der Ministerialrat der Reichskanzlei Franz Willuhn 1937:

„Alle Anstrengungen den Handel zu heben, sind ohne Erfolg geblieben […]. In der Welt tobt ein Wirtschaftskampf.“

Nach Auffassung des Historikers Ian Kershaw war aber eine politische Entscheidung Hitlers 1936 wesentlich. Er wollte die Rüstung forcieren und setzte – nun unumkehrbar – ganz auf Autarkie, die ohne territoriale, erwartbar militärische Expansion nur teilweise erreicht werden konnte.
Mit dem Beginn der Weltwirtschaftskrise 1929 setzte neben der Autarkie-Diskussion eine Flutwelle militaristischer Schriften ein. Die Zahl der Kriegsbücher stieg von etwa 200 im Jahre 1926 auf etwa 300 im Jahre 1929 und mehr als 400 im Jahre 1930 und erreichte 1935 einen Höhepunkt mit 500 Büchern.
1938 hatte Deutschland nahezu alle europäischen Länder wirtschaftlich weit überflügelt. Nur in Großbritannien lag das durchschnittliche Volkseinkommen pro Kopf noch um elf Prozent höher als in Deutschland. Frankreichs Prokopfeinkommen erreichte 77 Prozent des deutschen, Polen lag bei 48 Prozent.

## Programmatik des Nationalsozialismus

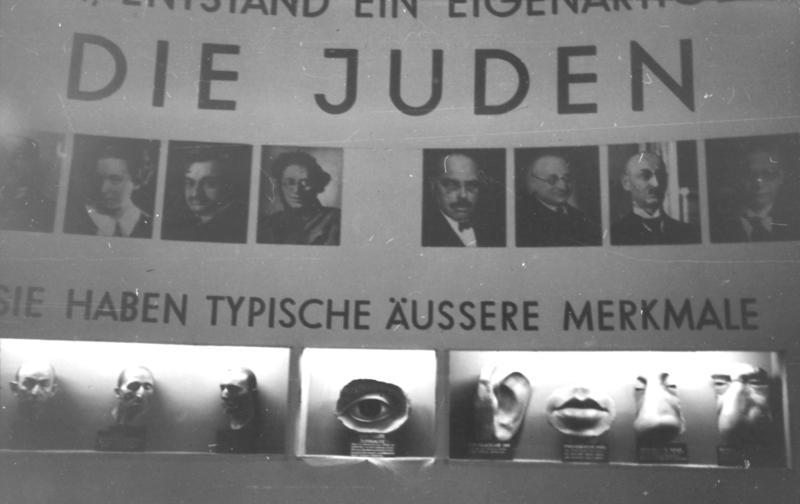
Rassenantisemitismus: Ausstellung „Der ewige Jude“, München 1937

Hitlers außenpolitisches Denken, das er 1926 im zweiten Band seines Buches „Mein Kampf“ veröffentlichte, beruhte auf Ideen, die aus der Völkischen Bewegung des Kaiserreichs und Österreich-Ungarns seit etwa 1880 stammten:
- Rassenantisemitismus als globale Verschwörungstheorie. Hitler sah das „Weltjudentum“ als Drahtzieher des Ersten Weltkrieges, der Niederlage darin, der Novemberrevolution, des Versailler Vertrags und aller Nöte der Nachkriegszeit. Es stand für ihn sowohl hinter dem Kapitalismus („internationales Finanzjudentum“) als auch dem Kommunismus („Bolschewismus“). Letzteren sah Hitler in Gestalt der Sowjetunion als politischen Hauptfeind an, während er die USA nur am Rande erwähnte.
- Sozialdarwinismus: Geschichte sah Hitler als ewigen Kampf ums Dasein zwischen höheren und niederen Rassen, also als ständigen Krieg um „Lebensraum“, dessen Gewinnung für ihn allein vom „Recht des Stärkeren“ abhing.
- Geopolitik: Hitler wollte diesen Raum anders als in der Kaiserzeit in Osteuropa erobern, und propagierte dies als Alternative zur Beteiligung am Welthandel und dem Kolonialismus. Dabei stellte er sich vor, ein wiedererstarktes Deutschland würde ein Bündnis mit Großbritannien schließen, dessen Interessen allein auf der See liegen würden.[14] Trotz wiederholter deutscher Avancen in den 1930er Jahren kam ein solches Bündnis nie zustande, die Briten waren noch nicht einmal bereit, Hitler die „freie Hand im Osten“ zu konzedieren, die er für seine Eroberungspläne zunächst für nötig hielt.[15]

Hitler knüpfte dabei an die deutsche Ostsiedlung bis zum 14. Jahrhundert an. Einen Krieg gegen Polen nannte Hitler hier nicht, erklärte aber Russland für „reif zum Zusammenbruch“, weil „die Juden“ in der Oktoberrevolution die „germanische Führungsschicht ausgerottet“ hätten. Dies sollte der „neue Germanenzug“ nach Osten revidieren. Als Vorstufe für seinen Eroberungskrieg strebte Hitler ein Bündnis mit dem früheren Hauptfeind Großbritannien und Italien an. Er glaubte, der Verzicht auf Kolonien in Übersee und eine deutsche Garantie für den Bestand des britischen Imperiums würde dessen Führung dazu bringen, Deutschland auf dem Kontinent freie Bahn zu gewähren. Diese Bündnis- und Geopolitik unterschied Hitlers Konzept vom bisherigen Großmachtstreben der deutschnationalen und preußischen Eliten.
Eroberungen im Osten, Zerstörung der Sowjetunion und Beseitigung des Judentums bildeten bei ihm ein untrennbares Ganzes. „Die Außenpolitik hatte die Voraussetzungen zu schaffen für die Bodenpolitik der Zukunft und damit für das Überleben der höherwertigen arisch-germanischen Rasse. Damit hatte sie auch, sofern sich ihr Widerstände entgegenstellten, grundsätzlich den Einsatz kriegerischer Gewalt mit in Rechnung zu stellen. Dieser Einsatz brachte aber langfristig nur einen Gewinn, wenn zum einen die völkische Wehrkraft nicht durch ‚artfremdes Blut‘ gefährdet, mithin der Einfluss des Judentums schon im Frieden ‚ausgemerzt‘ war, und wenn zum anderen im Kriege die ‚Judenfrage‘ im Interesse einer Sicherung des ‚Lebensraumes‘ für immer ‚gelöst‘ wurde.“
Die Judenverfolgung bis 1939, der als Vernichtungskrieg geplante und durchgeführte Krieg gegen die Sowjetunion und die ab 1941 zum Holocaust eskalierende „Endlösung der Judenfrage“ waren in Hitlers Ideologie bereits in Grundzügen ausformuliert.
Auch die Ausdehnung des Deutschen Reiches nach Osten war für Hitler nur Vorstufe und Ausgangspunkt einer späteren deutschen Weltmacht, zu der er die germanische Rasse innen- wie außenpolitisch befähigen wollte. Bei diesen Plänen konnte Hitler auf das Wirken und die Unterstützung nationalkonservativer Kräfte aufbauen, die von einem Imperium Germanicum träumten.

## Nationalsozialistische Außenpolitik ab 1933
Hitlers 1924 veröffentlichte langfristige Hauptziele, die er nie zurücknahm, bestimmten die Politik des NS-Regimes nach der Machtergreifung entgegen den Befürchtungen vieler Gegner vor allem aus der organisierten Arbeiterbewegung – „Hitler bedeutet Krieg!“ (1934) – keineswegs von Beginn an. Sie wurden nicht sofort und direkt in Angriff genommen, sondern weitgehend zurückgestellt zugunsten einer auf außen- und innenpolitische Machtkonsolidierung gerichteten Politik, die sich zunächst kaum von der traditionellen Revisionspolitik der Weimarer Zeit unterschied. Diese hatte seit 1931 zu einer Teilrevision der Versailler Auflagen, aber auch zu einer teilweisen internationalen Isolation geführt.

### Revisions-, Bündnis- und Rüstungspolitik
Nach seinem Amtsantritt verfolgte Hitler die Nahziele, die volle „Wehrhoheit“ und die 1919 abgetretenen Gebiete wiederzuerlangen, Deutschland aufzurüsten und wirtschaftlich zu stärken. Die Streitkräfte sollten unter dem Schirm einer Bomberflotte, der sogenannten Risiko-Luftwaffe aufgebaut werden. Unter Vernachlässigung von Qualität wurde bis 1935 eine Luftwaffe von teilweise veralteten 1.800 Flugzeugen geschaffen. Die Aufrüstungsphase sollte möglichst durch Vermeidung internationaler Konflikte durchlaufen werden. Hitlers erste außenpolitischen Schritte dienten der Beruhigung des Auslands: Er ließ die Verlängerung des Berliner Vertrages mit der Sowjetunion am 5. Mai 1933 ratifizieren, hielt am 17. Mai eine vielbeachtete „Friedensrede“ im Reichstag und vereinbarte am 20. Juli 1933 das Reichskonkordat mit dem Vatikan.
Das Auswärtige Amt blieb traditionelle Domäne konservativer Diplomaten und wurde durch den Aufbau konkurrierender Parteiämter – dem Außenpolitischen Amt der NSDAP, der Auslandsorganisation der NSDAP (NSDAP/AO) und der Dienststelle Ribbentrop – noch nicht wesentlich eingeschränkt. Seinen Förderer Alfred Hugenberg, der im Juni 1933 bei der Londoner Weltwirtschaftskonferenz Kolonien und „Lebensraum“ gefordert und damit einen Eklat ausgelöst hatte, veranlasste Hitler zum Rücktritt von seinem Amt als Minister für Wirtschaft, Landwirtschaft und Ernährung.
Die erste deutliche Änderung der bisherigen Außenpolitik war der Rückzug der deutschen Delegation von der Genfer Abrüstungskonferenz am 14. Oktober und die Kündigung von Deutschlands Mitgliedschaft im Völkerbund am 19. Oktober 1933. Die Initiative dazu ging gleichermaßen von Außenminister Konstantin von Neurath, Reichswehrminister Werner von Blomberg und Hitler aus. Jede Form einer internationalen Rüstungskontrolle hätte Deutschlands Aufrüstung, die Hitler vorrangig betreiben wollte, im Wege gestanden. Die Maßnahme wurde mit der Weigerung Frankreichs und Großbritanniens begründet, ihre eigenen Streitkräfte auch auf die im Versailler Vertrag für Deutschland festgelegte Stärke von maximal 100.000 Mann zu reduzieren. Sie wurde bei der folgenden „Volksabstimmung über den Austritt Deutschlands aus dem Völkerbund“ am 12. November 1933 von angeblich 93 Prozent der Abstimmenden begrüßt.
Mit dem auf zehn Jahre befristeten deutsch-polnischen Nichtangriffspakt vom 26. Januar 1934 schien Hitler sich überraschend von der Weimarer Polenpolitik abzuwenden und auf die Revision der deutschen Ostgrenze zu verzichten. Noch im Jahr zuvor hatte der deutsche Reichstag für die Verlängerung des Berliner Vertrages von 1926 mit der Sowjetunion gestimmt. Gleichzeitig brach Hitler die Beziehungen ab, die zwischen der Reichswehr und der Roten Armee bestanden hatten. Mit der Verlängerung des polnisch-sowjetischen Nichtangriffspaktes im Mai 1934 sicherte Polen sich auch nach Osten ab.
Der französische Außenminister Jean-Louis Barthou hatte versucht, ein Sicherheitsbündnis zu schmieden, das Deutschland, Frankreich, die Sowjetunion, Polen sowie die Donau- und Balkanstaaten einschließen sollte. Die Verständigung mit Polen diente Hitler dazu, Barthous Plan zu boykottieren. Nun wies nicht allein Deutschland, sondern auch Polen diesen Plan zurück. Von Barthous Plan eines multilateralen Sicherheitsbündnisses blieb nur ein bilateraler französisch-sowjetischer Pakt vom 2. Mai 1935 übrig, der Polen ungewollt noch näher an Deutschland heranrücken ließ. Hitler schaltete mit dem Nichtangriffspakt mit Polen die Möglichkeit aus, dass Frankreich mit seinen „Trabanten“ Polen und Tschechoslowakei präventiv gegen den Aufbau der Wehrmacht intervenieren konnte. Die Wehrmacht war noch weit davon entfernt, einen Krieg auch nur an einer Front mit Aussicht auf Erfolg führen zu können, geschweige denn einen Zweifrontenkrieg.

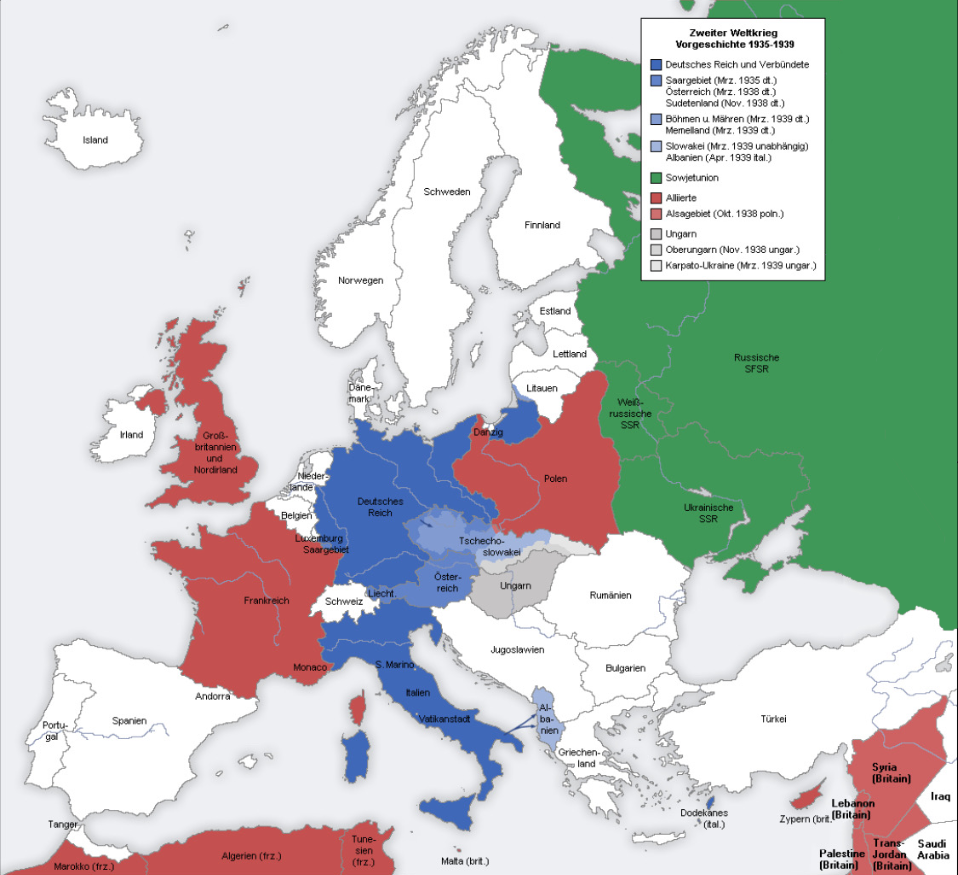
Entwicklung in Europa zwischen 1935 und 1939: In Blau Deutschland und Italien, in Hellblau die Anschlüsse von Gebieten an Deutschland

Die deutsche Interessensphäre sollte durch den Anschluss Österreichs nach Südosteuropa erweitert werden. Doch der italienische Duce Benito Mussolini verlegte Hitler hier zunächst den Weg, indem er seinerseits mit Österreich und Ungarn in den Römischen Protokollen vom 17. März 1934 wirtschaftliche Zusammenarbeit vereinbarte. Nach der Ermordung des österreichischen Bundeskanzlers Engelbert Dollfuß am 25. Juli 1934 ließ Mussolini gegen einen möglichen deutschen Zugriff italienische Divisionen am Brennerpass aufmarschieren. Der Juliputsch österreichischer Nationalsozialisten scheiterte; Hitler musste sich kurzfristig von den Putschisten distanzieren.
Bei der Saarabstimmung am 13. Januar 1935 entschieden sich 90,67 Prozent der abstimmenden Saarländer dafür, das Saarland wieder in das Deutsche Reich einzugliedern. Getragen von dieser Zustimmung ließ Hitler am 16. März die allgemeine Wehrpflicht wieder einführen. Bereits am 8. März 1935 hatte Hitler bekanntgegeben, dass Deutschland eine neue Luftwaffe besitze und eine Woche später verkündete er, Deutschland werde sich nicht mehr an die militärischen Bestimmungen des Versailler Vertrages halten, der eine Höchststärke von 100.000 Mann vorsah, sondern ein Heer von 36 Divisionen mit 550.000 Soldaten aufbauen. Diese Truppenstärke stimmte mit Forderungen der Heeresleitung überein, die sich für ein militärisches Rüstungsziel von 30 bis 36 Divisionen ausgesprochen hatte.
Der Völkerbund protestierte daraufhin; Großbritannien, Frankreich und Italien schlossen am 14. April 1935 in Stresa ein Abkommen zum Schutz Österreichs und gegen weitere einseitige deutsche Vertragsbrüche (Stresa-Front). Sie traten Hitler aber nicht entschlossen genug entgegen.
Die Sowjetunion war schon am 18. September 1934 dem Völkerbund beigetreten, um nach Deutschlands Austritt die kollektive Sicherheit zu stärken. Frankreich vereinbarte mit der Sowjetunion am 2. Mai 1935 einen fünfjährigen Beistandspakt. Dieser machte sowjetische Hilfe davon abhängig, dass Frankreich zugunsten der Tschechoslowakei militärisch eingreifen würde. Dies bewirkte jedoch im späteren Münchner Abkommen die Isolation der Tschechoslowakei.
Hitler hatte nun nicht nur Deutschland von den Fesseln des europäischen Sicherheitssystems befreit, sondern auch die Weichen gestellt, um seine Politik der Gleichschaltung und Wiederaufrüstung fortzusetzen. Am 18. Juni 1935 folgte das deutsch-britische Flottenabkommen, das der deutschen Wiederaufrüstung seinen Segen erteilte. Diese Appeasement-Politik war eine Folge der Weltwirtschaftskrise: Sie hatte Großbritannien wirtschaftlich und politisch weiter geschwächt, so dass das Land versuchte, auf dem Kontinent Entspannung zu erreichen, um so Abwehrkräfte gegenüber Japan im Pazifik zu sammeln. Damit blieb die Stresafront jedoch weitgehend wirkungslos. Die deutsche Aufrüstung löste ein internationales Wettrüsten aus. 1937 steigerte Großbritannien seine Rüstungsausgaben von 1/6 bis 1/7 des Staatshaushaltes auf 1/3. Damit stand nach Bernd-Jürgen Wendt England „an der Wegscheide zwischen Friedens- und Kriegswirtschaft“.
Italien begann am 2. Oktober 1935 den Abessinienkrieg und erhielt gegen die vom Völkerbund verhängten Wirtschaftssanktionen Unterstützung aus Berlin.
Am 7. März 1936 ließ Hitler das entmilitarisierte Rheinland besetzen und brach damit erneut den Versailler Vertrag. Frankreichs angekündigte Gegenmaßnahmen blieben aus, obwohl es damals militärisch dazu in der Lage war und Hitler einen eventuell nötigen deutschen Rückzug vorsorglich eingeplant hatte. Damit erreichte Hitler zum einen eine militärische Sicherung der Westgrenze, zum anderen den allmählichen Zerfall der Kleinen Entente. Die mit Frankreich verbündeten Staaten in Osteuropa ("Cordon sanitaire") orientierten sich nun zunehmend auf bilaterale Kooperation mit dem NS-Regime. Auch Mussolini scherte aus der Stresafront aus, indem er am 1. November 1936 die neue „Achse Berlin-Rom“ verkündete. Dies bedeutete zugleich die Preisgabe Österreichs für deutsche Interessen. Damit war es Hitler in wenigen Monaten gelungen, die zeitweise außenpolitische Isolation zu durchbrechen.

### Kriegsvorbereitungen

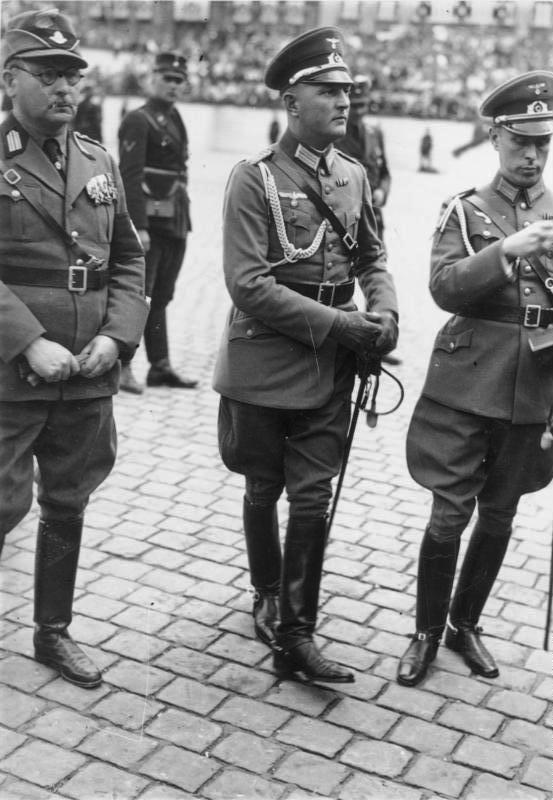
Friedrich Hoßbach (Mitte), 1934. Seine Mitschrift von Hitlers Rede 1937 ist eine wichtige Quelle zu den Kriegszielen des Reiches

Hitler hatte die Appeasementpolitik als Schwäche missverstanden und war zur Überzeugung gelangt, dass die Westmächte auch in Zukunft seinen Plänen nicht im Wege stehen würden. Hitlers Generalplan lief nach der Eingliederung der meisten deutschsprachigen Gebiete Europas in das neue Großdeutsche Reich auf die Okkupation Polens und die anschließende Niederwerfung der Sowjetunion hinaus, was Deutschland jenen Lebensraum im Osten verschaffen sollte, den Hitler für die Verwirklichung seiner rassistischen Großmachtpolitik zu benötigen glaubte.
Im Frühjahr 1936 geriet Deutschland in eine neue Devisen- und Rohstoffkrise. In seiner geheimen Denkschrift zum zweiten Vierjahresplan von 1936 formulierte Hitler:

„Wir sind überbevölkert und können uns auf der eigenen Grundlage nicht ernähren. […] Die endgültige Lösung liegt in einer Erweiterung des Lebensraums bzw. der Rohstoff- und Ernährungsbasis unseres Volkes. Es ist die Aufgabe der politischen Führung, diese Frage dereinst zu lösen. […] Die Erfüllung dieser Aufgaben in der Form eine Mehr-Jahres-Plans der Unabhängigmachung unserer nationalen Wirtschaft vom Ausland wird es aber auch erst ermöglichen, vom deutschen Volk auf wirtschaftlichem Gebiet und dem Gebiete der Ernährung Opfer zu verlangen. […] Es sind jetzt fast vier kostbare Jahre vergangen. Es gibt keinen Zweifel, daß wir schon heute auf dem Gebiet der Brennstoff-, der Gummi- und zum Teil auch in der Eisenerzversorgung von Ausland restlos unabhängig sein könnten. […] Ich stelle damit folgende Aufgabe: I. Die deutsche Armee muß in vier Jahren einsatzfähig sein. II. Die deutsche Wirtschaft muß in vier Jahren kriegsfähig sein.“

Damit war die von einigen geforderte Rückkehr Deutschlands zum Welthandel verworfen und der Übergang zur Kommandowirtschaft und Autarkiepolitik besiegelt. Die Wirtschaft hatte sich den Bedürfnissen der Rüstungsindustrie unterzuordnen. Am 1. Oktober 1936 wurde mit dem "Augustprogramm" ein neues Rüstungsprogramm aufgelegt; dieses sah den Aufbau von 102 Divisionen bis zum 1. Oktober 1939 vor. 1939 eröffnete Deutschland mit genau 102 Divisionen den Krieg (57 davon traten zum Überfall auf Polen an). Am 5. November 1937 bezog sich Hitler auf die Lebensraumpolitik und präzisierte seine Kriegsziele vor den Führungsspitzen der Wehrmacht (Hoßbach-Niederschrift):

„Zur Lösung der deutschen Frage könne es nur den Weg der Gewalt geben […] dann bleibe nur noch die Beantwortung der Fragen ‚wann‘ und ‚wie‘ […]. Sollte der Führer noch am Leben sein, so sei sein unabänderlicher Entschluss, spätestens 1943/45 die deutsche Raumfrage zu lösen. […] Zur Verbesserung unserer militär-politischen Lage müsse in jedem Fall einer kriegerischen Verwicklung unser 1. Ziel sein, die Tschechei und gleichzeitig Österreich niederzuwerfen, um die Flankenbedrohung eines etwaigen Vorgehens nach Westen auszuschalten […]“

Friedrich Hoßbach hielt in seiner (nachträglichen) Niederschrift fest, dass besonders Blomberg und Fritsch gegen diese Zielsetzungen sehr energisch Einwände erhoben hatten. Die Schaffung von „Lebensraum im Osten“ würde nicht nur zu einer Auseinandersetzung mit der Sowjetunion, sondern auch mit Großbritannien und Frankreich führen, eine Möglichkeit, die Hitler dezidiert ausschloss. Die Diskussion endete ohne Konsens; Hitler verweigerte Blomberg und Fritsch weiterführende Gespräche und sorgte dafür, dass beide wenige Monate später unehrenhaft aus dem Dienst scheiden mussten (Blomberg-Fritsch-Krise).
Beteiligung am Spanischen Bürgerkrieg
- 16. Juli: Beginn des Spanischen Bürgerkriegs; wurde zwischen der demokratisch gewählten Regierung der Zweiten Spanischen Republik („Republikanern“) und den rechtsgerichteten Putschisten unter General Francisco Franco („Nationalisten“) ausgetragen. Er endete 1939 mit dem Sieg der Nationalisten vor allem mit der Hilfe der faschistischen Verbündeten aus Italien und Deutschland. Ihm folgte das Ende der Republik in Spanien und die bis zum Tode Francos 1975 anhaltende franquistische Diktatur (1939–1976).
- 21. Juli: am fünften Tag des Aufstandes eroberten die Nationalisten die Marinebasis Ferrol in Nordwestspanien mit zwei fabrikneuen Kreuzern. Franco half insbesondere die erste Luftbrücke der Geschichte, mit deutscher Hilfe Truppen aus den spanischen Kolonien ins Kernland zu verschieben und so die republikanische Marineblockade in der Straße von Gibraltar zu umgehen und so einen von ihm kontrollierten Brückenkopf auf dem Festland zu konsolidieren.

### Deutsch-polnische Annäherung in den Jahren 1934 bis 1938

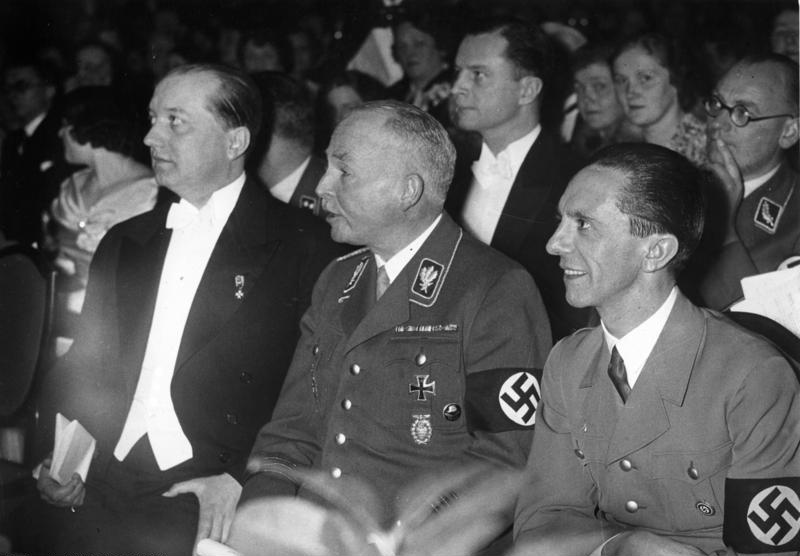
Einweihung des Deutsch-Polnischen Instituts, Berlin im Februar 1935. Von links: der polnische Botschafter Józef Lipski, Carl Eduard Herzog von Sachsen-Coburg und Gotha und Joseph Goebbels

Auf die Nichtangriffserklärung vom 26. Januar 1934 folgte eine deutsch-polnische Annäherung. So kam es in den Jahren 1934–1939 auf Geheiß der politischen Führung zu einem regen Kulturaustausch in den Bereichen Theater, Film, Musik und Ausstellungsprojekten. Institutionen wie die Polnisch-Deutsche Gesellschaft in Warschau und die Deutsch-Polnische Gesellschaft in Berlin unterstützen den Austausch. In der Dienststelle Ribbentrop ging man davon aus, so Karina Pryt in ihrer kulturpolitischen und -diplomatischen Studie 2010, ein vordergründig gleichberechtigter Kulturkontakt werde gemäß der sozialdarwinistischen Evolutions- und Selektionstheorie dazu führen, dass „das ‚schwächere‘ Volk im Laufe der Zeit automatisch dem ‚stärkeren‘ Volk weichen werde“.
Beide Seiten erwarteten von den kulturpolitischen Maßnahmen konkrete Resultate. Für Polen bestand der Anreiz des Kulturaustausches darin, sich als eine dem westeuropäischen Kulturkreis zugehörige Nation präsentieren zu können und sein Existenzrecht als eigener Staat zu unterstreichen. Das nationalsozialistische Deutschland hoffte dabei darauf, Polen als Partner in ein Bündnis gegen die Sowjetunion einbinden zu können und den Weg für eine deutsche Hegemonie im Osten zu ebnen. So stellt Rolf-Dieter Müller, Militärhistoriker am Militärgeschichtlichen Forschungsamt, in seiner Studie 2011 dar, dass Hitlers „Annäherungsversuche“ an Polen dem konkreten Zweck dienten, Polen für einen lange beabsichtigten Krieg gegen die Sowjetunion zu gewinnen.

## Fehlschlag der Appeasement-Politik

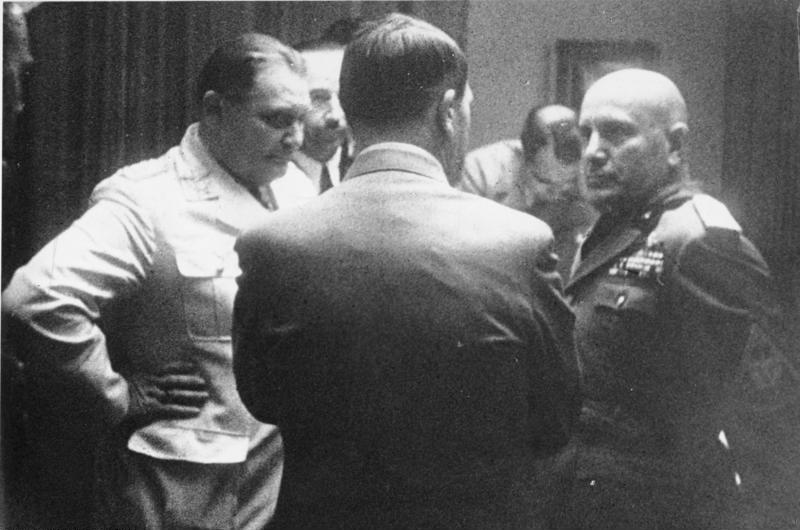
Göring (links) und Mussolini (rechts), dazwischen Hitler, in München 1938

Frankreich und Großbritannien verfolgten bis 1935 die Politik der kollektiven Sicherheit, die mit den Verträgen von Locarno (1925) eine friedliche Entwicklung in Europa zu sichern schien, was seit der Machtübernahme Hitlers im Jahr 1933 allerdings zunehmend unrealistisch wurde. Man gab daher der Appeasement-Politik in Bezug auf Deutschland ab 1935 eine andere Ausrichtung. So wollte man durch eine gewisse Toleranz gegenüber Revisionen des Vertrages von Versailles Hitlers territorialen Ansprüchen entgegenkommen und Deutschland auf friedliche Weise in die europäische Staatengemeinschaft einbinden. Unter diesem Aspekt ist die Duldung der Aufrüstung der Wehrmacht (1935), des Einmarsches in das entmilitarisierte Rheinland (1936), des Anschlusses Österreichs und der Abtretung des überwiegend deutschsprachigen Sudetenlandes von der Tschechoslowakei im Münchener Abkommen (1938) zu sehen.
In seiner Quarantäne-Rede am 5. Oktober 1937 forderte Roosevelt hingegen indirekt ein Ende des Appeasements mit der Forderung die aggressiven Staaten Deutschland, Italien und Japan unter politische „Quarantäne“ zu stellen.
Das Ende der Appeasement-Politik kam mit dem vertragsbrüchigen Einmarsch deutscher Truppen in die verbliebenen Teile der Tschecho-Slowakei und der Abtrennung der Slowakei (1939). Der Kurswechsel wurde nicht zuletzt von der öffentlichen Meinung in den beiden „Appeasement-Staaten“ erzwungen und führte zur Garantieerklärung für Polen im Falle einer Aggression Deutschlands und dem Angebot an die Sowjetunion, im Rahmen eines Bündnisses einer weiteren Expansion Deutschlands gemeinsam mit Waffengewalt entgegenzutreten.

## These vom Rüstungswettlauf
Auch wenn Hitler eine programmatische und kriegsgerichtete Politik betrieb, bleibt die Frage offen, warum er den Krieg gerade im Jahr 1939 entfesselte. Einige Historiker vertreten die These, Hitler habe den Krieg ausgelöst, um durch personelle und materielle Ausbeutung eine Stabilisierung seines Regimes herbeizuführen, und zur Optimierung des Aufrüstungsprozesses. So war es für Jost Dülffer die „innere Krise und die durch das Wettrüsten gekennzeichnete internationale Situation, die 1939 zum Krieg trieben“. Bernd-Jürgen Wendt sprach von dem Jahr 1939 als einem „strategischen Fenster“, das sich durch ein momentanes relatives militärisches Übergewicht Deutschlands und die sich abzeichnenden ökonomisch-militärischen Überlegenheit der „inzwischen massiv aufrüstenden Westmächte“ bildete. Nach Ian Kershaw legte der „beginnende Rüstungswettlauf“ den Eindruck nah, dass der Zeitpunkt günstiger war als er es je wieder sein würde, um „Deutschlands Führungsposition auf dem europäischen Kontinent durchzusetzen“. Mit diesem Argument sei es Hitler gelungen die Militärs für seine Kriegspläne zu gewinnen. Gerhard Schreiber wendet dagegen ein, dass Hitler bereits 1938 einen begrenzten Krieg führen wollte, als ihn die ökonomischen Verhältnisse in keiner Weise dazu zwangen. Nach Richard Overy entsprach die wirtschaftliche Lage indes eher dem Hinausschieben eines großen Krieges, statt einem beschleunigten Herbeiführen.

## Deutsch-polnische Krise 1938 bis 1939

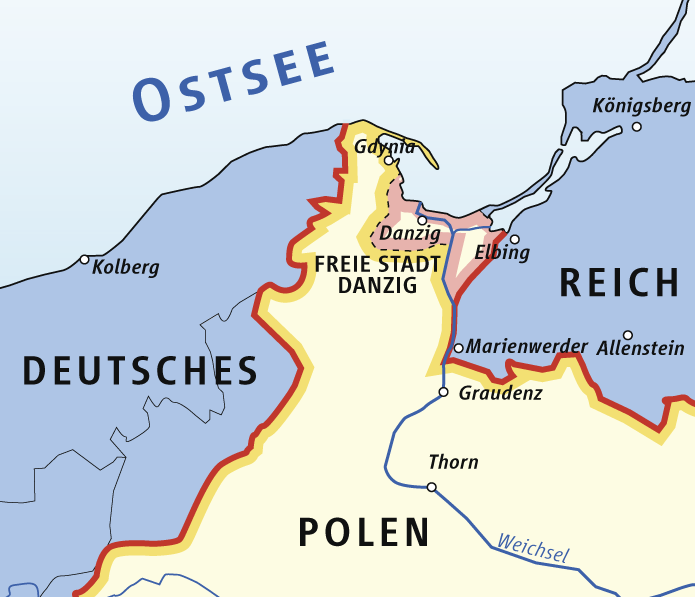
Das Gebiet der Freien Stadt Danzig

Während des Jahres 1938 spielte Hitler den deutsch-polnischen Konflikt zunächst herunter. Bei einem Treffen mit dem polnischen Außenminister Józef Beck im Januar 1938, also noch vor dem Anschluss Österreichs an das Deutsche Reich, betonte er, er sehe das Danziger Problem als zweitrangig an. Am 14. März 1938 bestätigte Hitler außerdem noch einmal das polnische Recht auf Danzig sowie auf einen freien Zugang zur Ostsee und ließ die antipolnischen Aktivitäten der Nationalsozialisten in Danzig unterbrechen. Nach dem Münchener Abkommen versicherte er Chamberlain, er habe keinerlei territoriale Ansprüche mehr in Europa. Dies entsprach jedoch in keiner Weise seinen tatsächlichen Absichten. Hitler wollte vielmehr Polen aus dem französischen Cordon sanitaire herauslösen und es in das von ihm konzipierte neue europäische System eingliedern. Darin sollte Polen in einem späteren Krieg gegen die Sowjetunion die Rolle eines „Juniorpartners“ unter deutscher Dominanz zukommen.
Polen verfolgte vor dem Zweiten Weltkrieg eine Großmachtpolitik, bei der es eine Kooperation mit Deutschland bevorzugte. So unterstützte Polen Deutschland in der Sudetenkrise und annektierte nach dem Münchner Abkommen am 2. Oktober 1938 die Region um Teschen.
Die folgende Entwicklung verlief in mehreren Phasen. In den ersten Monaten versuchte Hitler, die polnische Regierung in direkten Verhandlungen zu Zugeständnissen in der Danzig- und Korridorfrage zu bewegen. Als sich die polnische Regierung diesem Ansinnen widersetzte und auch die Westmächte die Appeasement-Politik aufgaben, folgte eine Phase, in der die Verhandlungen zwischen Polen und dem Deutschen Reich abgebrochen wurden und unterschiedliche Bündniskonstellationen in Europa entstanden. Da Hitler sich damals schon zum Krieg gegen Polen entschlossen und dafür mit der UdSSR ein Abkommen getroffen hatte, welches die gemeinsame Aufteilung Osteuropas vorsah, versuchte er in einer dritten Phase, durch Verhandlungen mit Großbritannien Polen zu isolieren.
Die englische Regierung schlug Polen, wie auch der Sowjetunion und Frankreich, bereits am 20. März 1939 das Viererbündnis gegen Deutschland vor. Polen machte daraufhin am 23. März 1939 mobil und Warschau lehnte jeden weiteren deutschen Verhandlungsvorschlag ab.
Am 1. September 1939 griff die Wehrmacht Polen an. Da die Westmächte entgegen Hitlers Annahme zu ihrem Bündnis mit Polen standen, kam es zu einer vierten Phase letzter diplomatischer Bemühungen, bevor sich der Krieg mit der Kriegserklärung der Westmächte an das Deutsche Reich am 3. September zu einem europäischen Krieg ausweitete.
Hitler hat am 10. Februar 1939 in einer Rede vor Truppenkommandeuren in Berlin, die planmäßige Umsetzung seiner lang vorbereiteten Expansionspolitik erläutert. Er führte aus:

„Das Jahr 1938 ist in seinem gesamten Handeln nur die konsequente Fortsetzung der Entschlüsse, die ihre Verwirklichung beginnend mit dem Jahre 1933 gefunden hatten. Es ist nicht so, als ob etwa dieses Jahr 1938 - sagen wir - eine besondere vorher nicht ins Auge gefaßte Handlung darstellen würde, sondern im Gegenteil, alle die einzelnen Entschlüsse, die nun seit dem Jahre 1933 verwirklicht worden sind, sind nicht das Ergebnis augenblicklicher Überlegungen, sondern sie sind die Durchführung eines an sich vorhandenen Planes, nur vielleicht unter nicht genauer Einhaltung vorgesehener Termine [...] Und es sind daher alle diese Entschlüsse nicht etwa Gedanken, die im Augenblick des Kommens ihre Verwirklichung gefunden hatten, sondern es waren lang zurückliegende Pläne, zu deren Verwirklichung ich in eben dem Augenblick von vornherein entschlossen war, in dem ich glaubte, daß die allgemeinen Zeitumstände dafür günstig sein würden.

Wenn nun das Jahr 1938 mit dem vielleicht größten Erfolg zunächst in unserer neueren Geschichte abgeschlossen hat, dann ist selbstverständlich auch das nur ein Schritt auf einem langen Weg, der uns, meine Herren, vorgezeichnet ist und dessen Zwangsläufigkeit ich ihnen jetzt ganz kurz erläutern will.“

Und er nannte als Schritte seines Planes: Austritt aus dem Völkerbund, innere Aufrüstung, Proklamation der Rüstungsfreiheit, Remilitarisierung des Rheinlandes, Lösung des österreichischen und tschechoslowakischen Problems zur Festigung der politischen und besonders der militärpolitischen Stellung Deutschlands. Laut Jochen Thies kann an dem Aussagewert dieses Dokumentes über Hitlers „Grundplan“ nicht gezweifelt werden, die Übereinstimmung zwischen Redeinhalt und tatsächlichem Handeln ist für ihn „schlagend“. Nach Bernd-Jürgen Wendt hat Hitlers hier im Rückblick suggerierte bruchlose Kontinuität seines Planen und Handels, manche Historiker dazu verleitet, dem erfolgreichen Ablauf des Geschehens ex eventu einen hohen Grad immanenter Logik und stringenter programmatischer Planmäßigkeit zu unterlegen. Bei genaueren Hinsehen vermittle jedoch das Jahr 1938 das Bild eines unsicheren und schwankenden Hitlers, der im nächsten Augenblick zum risikovollen Vabanque ansetzen konnte. Auch nach Rainer F. Schmidt überzeichnete Hitler in diesem Zitat jedoch die Zielgerichtetheit und Autonomie seiner Außenpolitik. Hitler blende dabei die Augenblicksentscheidungen und Zufälle, die Rivalität konkurrierender Machträger sowie Pressure Groups von Wirtschaft und Armee, mit jeweils eigenen Zielvorstellungen, ganz allgemein System-, Sach- und Handlungszwänge sowie das komplizierte Wechselspiel von „challenge und response“ in der internationalen Politik aus.

### 1. Phase: Der deutsch-polnische Konflikt um Danzig

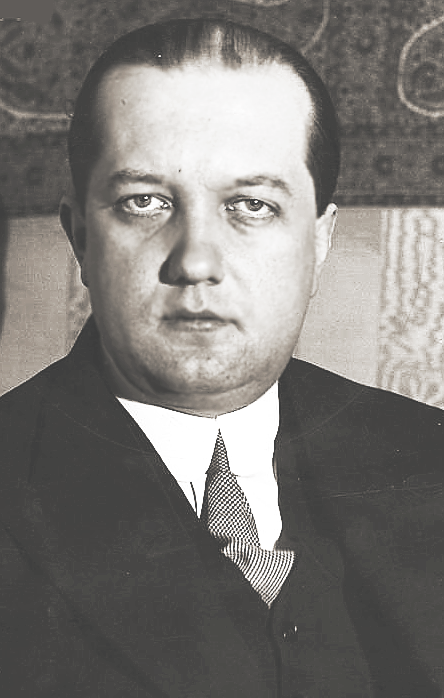
Józef Lipski, polnischer Botschafter

Am 24. Oktober 1938 trafen der polnische Botschafter Józef Lipski und der Reichsminister des Äußeren Joachim von Ribbentrop im Grand Hotel in Berchtesgaden zusammen, ursprünglich um die Situation in der Karpatoukraine zu besprechen. Bei dieser Gelegenheit unterbreitete Ribbentrop dem polnischen Botschafter die deutschen Forderungen, um, wie er es nannte, zu einer „Generalbereinigung aller bestehenden Reibungspunkte zu kommen“. Zuvorderst stellte Ribbentrop fest, dass der Freistaat Danzig an Deutschland zurückgegeben werden müsse. Dafür sollten nicht nur Polens wirtschaftliche Interessen in Danzig berücksichtigt, sondern auch die Staatsgrenzen gegenseitig garantiert sowie der deutsch-polnische Nichtangriffspakt auf 10 bis 25 Jahre verlängert und mit einer Konsultationsklausel ergänzt werden. Polen würde außerdem dem Antikominternpakt beitreten. Zugleich sprach Ribbentrop eine Besuchseinladung an den polnischen Außenminister Józef Beck aus. Ribbentrop war zu diesem Zeitpunkt bereits von Botschafter Hans-Adolf von Moltke informiert worden, dass Polen sich keinesfalls an Deutschland anlehnen werde. Tatsächlich wies Lipski sofort darauf hin, dass ein Anschluss Danzigs an das Deutsche Reich schon aus innenpolitischen Gründen nicht annehmbar sei.
Eine wichtige Rolle bei den Verhandlungen zwischen Polen und Deutschland spielte die Situation der jüdischen Bevölkerung in den jeweiligen Ländern. Polen hatte bereits nach der Konferenz von Évian im Sommer 1938 versucht, die internationalen Bemühungen, die in der Frage der Auswanderung von Juden aus Deutschland und Österreich unternommen wurden, auch auf die Frage der jüdischen Auswanderung aus Polen zu lenken. Die judenfeindliche deutsche Politik, so die polnische Argumentation, dürfe nicht auch noch belohnt werden. Um antisemitische Ausbrüche in Polen zu verhindern, müsse man auch über das Problem der polnischen Juden sprechen. Viele Staaten wurden durch die polnischen Forderungen jedoch eher abgeschreckt, Auswanderer aus Polen aufzunehmen. Polen suchte deshalb die Kooperation mit Deutschland, das im September und Oktober 1938 die Bereitschaft zur Zusammenarbeit erkennen ließ.
So hatte Hitler bereits im September 1938 angedeutet, in Übereinkunft mit Polen, Ungarn und der Ukraine eine Emigration von Juden in die Kolonien anzustreben. Bei dem Treffen Ribbentrops und Lipskis am 24. Oktober 1938 ging es dann nicht nur um die Danzig-Frage, sondern auch um eine etwaige Zusammenarbeit zwischen Polen und Deutschland in der Frage der Kolonien und der jüdischen Auswanderung. Ob von deutscher Seite dahinter ernsthafte Absichten steckten, wird allerdings von Historikern bezweifelt. Denn auch wenn Hitler bei der Unterredung mit Beck am 5. Januar 1939 den Eindruck erweckte, Deutschland werde früher oder später Kolonien zurückerhalten und sei bereit, zur „Lösung der Judenfrage“ ein Territorium in Afrika zur Verfügung zu stellen, so weist der Historiker Klaus Hildebrand darauf hin, dass Hitler knapp drei Monate zuvor genau einen solchen Plan des südafrikanischen Verteidigungsministers Oswald Pirow abgelehnt und dem Oberkommando der Wehrmacht entsprechende Planungen strikt untersagt hatte. Diese Andeutungen seien deshalb „typisch für Hitlers skrupellose Verhandlungstaktik“.

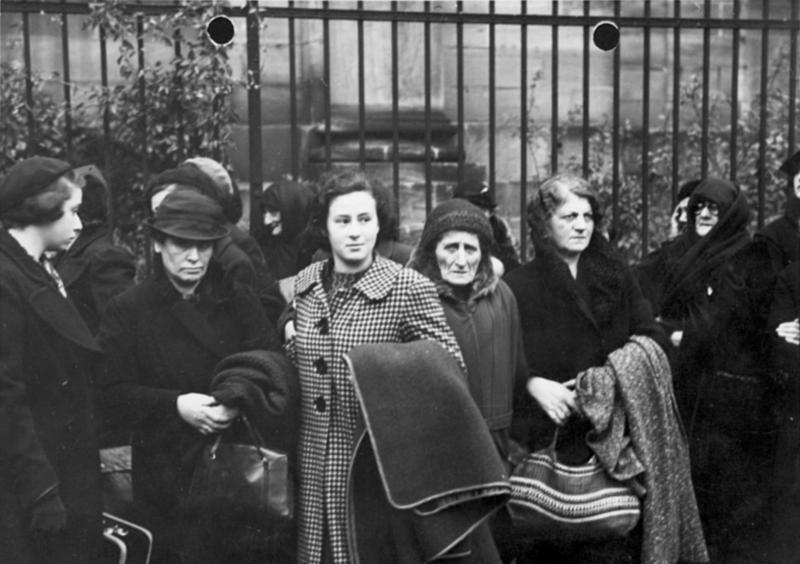
Ausweisung polnischer Juden aus Nürnberg, 28. Oktober 1938

In der Tat setzte die deutsche Seite das polnische Interesse an der jüdischen Auswanderung gleichzeitig als Mittel politischer Erpressung ein, um Polen bereitwilliger zu territorialen Verzichten zu machen. Nur drei Tage nach Ribbentrops Berchtesgadener Treffen mit Lipski begann das Deutsche Reich mit der sogenannten Polenaktion, der kurzfristigen Ausweisung von ca. 17.000 jüdischen Polen – eine Mahnung an die polnische Seite, so die Historikerin Yfaat Weiss, dass Deutschland das jüdische Problem in Polen verschärfen könne, wenn sich Polen nicht zu Kompromissen und diplomatischen Verhandlungen mit Deutschland bereit zeigen wolle.
Am 19. November 1938 traf Lipski, der inzwischen in Warschau Bericht erstattet hatte, erneut mit Ribbentrop zusammen, um Becks ablehnende Antwort zu übermitteln: Danzig sei von entscheidender wirtschaftlicher und innenpolitischer Bedeutung für Polen. Die Angliederung Danzigs müsse, betonte Lipski, „zu einem sehr ernsten Konflikt mit Deutschland führen“. Stattdessen schlug die polnische Regierung vor, das Völkerbundstatut zu beenden, aber Danzig als Freistaat in Zollunion mit Polen zu erhalten und den Status in einem bilateralen Vertrag zu garantieren. In der Frage der Verbindung durch den polnischen Korridor stellte Lipski eine positive Antwort in Aussicht. Im Verlauf des Gesprächs gewann Lipski den Eindruck, dass Ribbentrop eine gewisse Nachgiebigkeit signalisiert habe.
Hitler befahl indes am 24. November 1938 dem Oberkommando der Wehrmacht (OKW), bis zum 10. Januar 1939 einen Plan für eine handstreichartige militärische Besetzung des Danziger Freistaates vorzubereiten. Nach dem Historiker Michael Freund hätte Hitler durch einen solchen Handstreich die polnische Regierung in einem günstigen Moment vor vollendete Tatsachen stellen können, so dass diese den deutschen Forderungen nicht offiziell nachgeben hätte müssen.
Am 5. und 6. Januar 1939 kam Außenminister Beck persönlich nach Berchtesgaden und München, wo er mit Hitler und Ribbentrop zusammentraf. Hitler wiederholte im Prinzip die Forderungen Ribbentrops, formulierte sie aber konzilianter. Er versäumte nicht zu erwähnen, dass er als Realpolitiker den polnischen Korridor garantieren würde, obwohl er dafür im eigenen Land sicher heftig kritisiert werden würde. Ribbentrop versprach am folgenden Tag außerdem, Deutschland werde Polen bei der Behandlung der „ukrainischen Frage“ unterstützen, stellte also für Danzig eine polnische Expansion nach Osten in Aussicht.
Beck kam nach seinen Gesprächen nun zu dem Schluss, dass die deutschen Forderungen eine ernste Bedrohung darstellen. So kam es am 8. Januar 1939 im Warschauer Schloss zu einem geheimen Treffen zwischen Marschall Rydz-Śmigły, Staatspräsident Mościcki und Beck, in welchem die polnische Führung ihre künftige Haltung beschloss: Angesichts der deutschen Forderungen in „so untergeordneten Angelegenheiten wie Danzig und der Autostraße“ sei es offenkundig, dass Polen durch einen „ernsthaften Konflikt“ bedroht werde, zu dem diese Forderungen als Vorwand dienen könnten. Eine „schwankende Haltung“ könne das Land die Unabhängigkeit kosten und es zu einem deutschen „Vasallenstaat“ machen. Deshalb sei eine feste Linie unabdingbar. Gegenüber der polnischen Öffentlichkeit bewahrte die polnische Regierung im Wesentlichen Stillschweigen über den Umfang der deutschen Forderungen. Erst im März 1939 wurde die Öffentlichkeit sich der Bedrohung bewusst. Die Regierung versuchte außerdem den Eindruck zu erwecken, als ob Polen militärisch gewappnet sei. Man begriff die Situation als Nervenkrieg, in welchem vor allem Ruhe zu bewahren war.
Historiker erachten die deutschen Forderungen an Polen als von vornherein unannehmbar. Ludwig Denne unterstreicht, dass die Rückgliederung Danzigs in das Reich die Kontrolle der polnischen Wirtschaft in deutsche Hände gelegt hätte und Polen im Falle eines Krieges mit dem Reich von der exterritorialen Autobahn durch den Korridor aus sofort von seiner Verbindung mit dem Meer hätte abgeschnitten werden können. „Jede polnische Regierung, die diesen Verzicht ausgesprochen hätte, wäre darüber gestürzt, ohne aber den Gang der Ereignisse aufhalten zu können.“ Für den polnischen Historiker Marian Wojciechowski zielten die deutschen Vorschläge darauf ab, „Polen in Abhängigkeit zu Deutschland zu bringen und aus Warschau eine Satellitenstadt Berlins zu machen.“ Gerhard Weinberg hebt hervor, dass die polnische Regierung ernsthaft eine Kompromisslösung für Danzig erwogen habe, aber Deutschland so massive Zugeständnisse verlangt habe, dass ein Ausgleich unmöglich gewesen sei. Das Ansinnen, Polen möge dem Antikominternpakt beitreten, sei das offensichtlichste Zeichen, dass es Berlin um eine rituelle Unterwerfung gegangen sei. Hermann Graml argumentiert, dass Beck eine Politik des Gleichgewichts zwischen den Großmächten Deutschland und UdSSR verfolgte, die eine politische Feindschaftserklärung an die Sowjetunion, wie sie ein Beitritt zum Antikominternpakt bedeutet hätte, ausschloss. Zudem hätten die deutschen Forderungen Becks Vorhaben entgegengestanden, ein „drittes Europa“ aufzubauen, in das Ungarn, Jugoslawien und Rumänien einbezogen werden sollten. Beck habe die deutschen Forderungen lange nicht ernst genommen, weil er glaubte, dass Deutschland Polen als antibolschewistisches Bollwerk gegen die Sowjetunion brauchen würde.

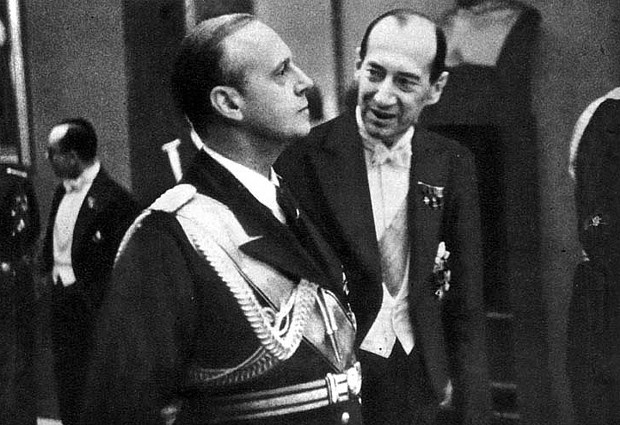
Treffen des deutschen Außenministers Ribbentrop (l.) mit dem polnischen Außenminister Józef Beck, Januar 1939

Bei einem Besuch Ribbentrops in Warschau am 26. Januar schnitt der Außenminister die Danzig-Frage erneut an, obwohl er dies laut Anweisungen Hitlers nicht tun sollte. Er bot Beck für Danzig erneut Gebietskompensationen in der Ukraine mit einem Zugang zum Schwarzen Meer an, aber, wie der Historiker Helmut Krausnick mit Verweis auf die Formulierung Ribbentrops, das Schwarze Meer sei doch „auch ein Meer“, anmerkt, „ohne bleibende Gewähr für schonende Behandlung“. Der polnische Außenminister lehnte jedoch aufgrund des Beschlusses vom 8. Januar kategorisch ab. Ende Februar führten die deutsch-polnischen Gespräche über die Behandlung der Minderheiten im jeweils anderen Staat zu einer Verschärfung der Lage. Als es in Danzig am 22. und 23. Februar zu Massenschlägereien zwischen deutschen und polnischen Studenten kam, erhoben polnische Rechtsextremisten Forderungen nach einer Annexion Danzigs und weiterer Gebiete. Bei einer Demonstration in Warschau am 24. Februar wurden Fensterscheiben der deutschen Botschaft eingeworfen. Die Zwischenfälle entsprachen zwar nicht der Mehrheitsstimmung der polnischen Bevölkerung und wurden vom offiziellen Polen verurteilt. Sie wurden allerdings später von der deutschen Propaganda aufgegriffen und als repräsentativ für die ganze polnische Nation ausgegeben.
Hitlers Wille zum Krieg steht außer Frage. Strittig ist eher, welche Prioritäten er setzte. Nach Wolfgang Michalka wollte Hitler Polen als „Juniorpartner“ für seinen Lebensraumkrieg im Osten gewinnen, während Rolf-Dieter Müller argumentiert, dass Hitler bereits im Frühjahr 1939 einen Krieg gegen die Sowjetunion ins Kalkül gezogen habe. Stefan Kley zufolge habe Hitler durch einen Ausgleich mit Polen vor allem Ruhe im Osten herstellen wollen, um zunächst einen Feldzug im Westen führen zu können. Den Plan, Polen als Allianzpartner für antibritische Bündniskonstellation zu gewinnen, hält Michalka hingegen eher für einen Plan Ribbentrops.
Im März 1939 änderte sich die außenpolitische Situation für Polen grundsätzlich. Am 14. März schloss das nationalsozialistische Deutschland einen sogenannten „Schutzvertrag“ mit der autonomen Slowakei. Am folgenden Tag begann die sogenannte „Zerschlagung der Rest-Tschechei“, d. i. die Besetzung des tschechischen Landesteils durch die deutsche Wehrmacht und die Errichtung des Reichsprotektorats Böhmen und Mähren. Damit hatte er sich über das Abkommen von München hinweggesetzt und bewiesen, dass Verträge für seine Absichten kein Hindernis darstellten. „Hitler hatte durch diesen Vertragsbruch für alle Zukunft die Verhandlungsfähigkeit verloren.“ Am 17. März verkündete der britische Premierminister Chamberlain in einer Rede in Birmingham das Ende der Appeasement-Politik.
Die polnische Regierung, brüskiert durch die Nichtbeachtung polnischer Interessen in der tschechischen Frage, sah Polen nunmehr an drei Grenzen von Deutschland umfasst und beschloss die deutschen Forderungen nun kategorisch abzuweisen. Allerdings ging es dabei von der falschen Annahme aus, dass Hitler nur 9 Divisionen gegen Polen mobilisieren könne.
Gleichzeitig leitete die polnische Regierung, welche nach der deutschen Besetzung des Memellandes einen Handstreich gegen Danzig befürchtete, eine Teilmobilmachung der Streitkräfte ein, die erst im Juni wieder aufgehoben wurde.
Am 26. März 1939 überbrachte Lipski schließlich die polnische Antwort in Form eines Memorandums. Es ging zwar über einige Verkehrserleichterungen zwischen dem Reich und Ostpreußen nicht hinaus. Lipski erklärte aber, dass Polen die Fragen sicherlich weiter studieren werde und alles tun wolle, um zu einer Einigung zu gelangen. In einer Aktenedition des Auswärtigen Amtes von 1939, dem sogenannten Weißbuch, wurde die Passage der entsprechenden Aufzeichnung des Gesprächs mit Ribbentrop durch den Zusatz des frei erfundenen Satzes, dass er, Lipski „die unangenehme Pflicht habe, darauf hinzuweisen, dass jegliche weitere Verfolgung dieser deutschen Pläne, insbesondere soweit sie die Rückkehr Danzigs zum Reich beträfen, den Krieg mit Polen bedeute“, verfälscht. Die polnische Position wurde durch die Nationalsozialisten als besonders drohend dargestellt, um den Abbruch der deutsch-polnischen Verhandlungen zu rechtfertigen. Hitler zeigte keinerlei Interesse an weiteren Gesprächen ohne vorher sichtbare Ergebnisse.

### 2. Phase: Bildung der Allianzen
Der deutsche Gewaltakt gegen die Tschechoslowakei löste heftige Reaktionen in den europäischen Staaten aus. Bereits am 21. März trafen sich die Vertreter Großbritanniens und Frankreichs, um Absprachen bezüglich einer gemeinsamen Politik zu treffen. Das Ergebnis war die Britisch-französische Garantieerklärung vom 31. März 1939. Beide Staaten garantierten darin die nationale Integrität Polens im Falle eines deutschen Angriffs, nicht jedoch seiner Grenzen und auch nicht für den Fall eines sowjetischen Angriffs. Außenminister Beck reiste daraufhin nach London, wo er am 6. April einen förmlichen Beistandspakt mit Großbritannien unterzeichnete. Dem folgte am 13. April eine förmliche Bestätigung des französisch-polnischen Beistandspaktes. Aufgrund der geographischen Lage war allerdings ausgeschlossen, dass die Westmächte Polen effektiv zu Hilfe kommen konnten. Aus diesem Grund begannen Mitte April Verhandlungen mit der UdSSR, um diese für das Bündnis zu gewinnen. Die Verhandlungen zogen sich jedoch ergebnislos über den ganzen Sommer hin, weil sich die polnische Regierung weigerte, den sowjetischen Truppen Durchmarschrechte einzuräumen. Dies geschah aus der Furcht heraus, dass die Rote Armee nach einem Krieg das Land eventuell nicht mehr verlassen würde. Auch der Präsident der Vereinigten Staaten von Amerika Franklin D. Roosevelt schaltete sich am 15. April ein und forderte Hitler und Mussolini auf, mit mehr als 30 Staaten Nichtangriffspakte abzuschließen.

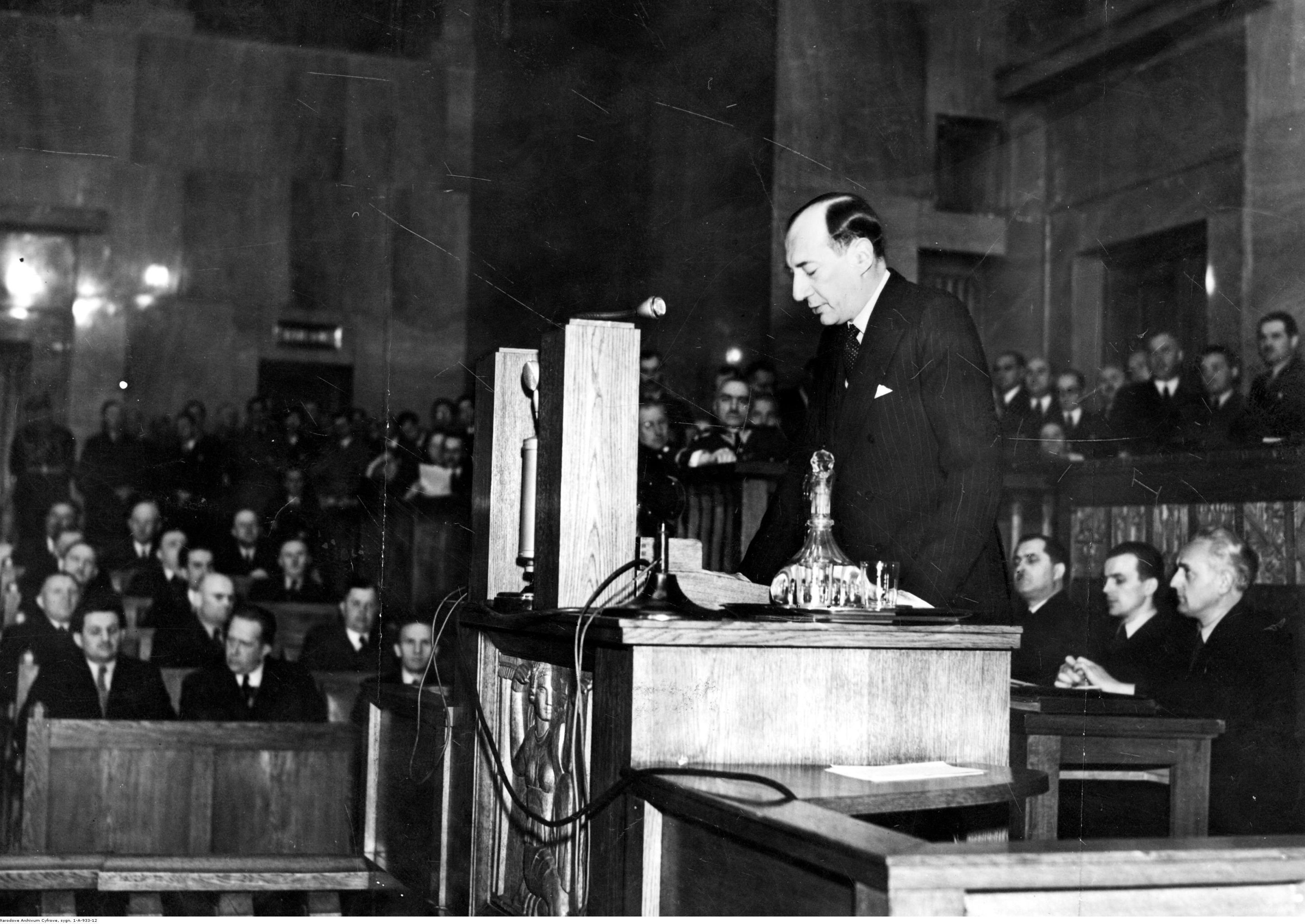
Rede Józef Becks vor dem polnischen Parlament am 5. Mai 1939

Hitlers Strategie war gescheitert. Anstatt Polen in die von ihm verfolgten Pläne einbinden zu können, hatte sich eine Koalition gegen ihn gebildet. Er befahl der Wehrmachtführung am 11. April die Ausarbeitung eines Aufmarschplanes für einen Krieg gegen Polen. Am 28. April 1939 unterstrich er seine Haltung, indem er die Aufforderung des US-Präsidenten zurückwies und das deutsch-britische Flottenabkommen von 1935 sowie den deutsch-polnischen Nichtangriffspakt von 1934 aufkündigte. Der polnische Außenminister Beck wies am 5. Mai 1939 in einer Rede vor dem Sejm die von Hitler erhobenen Gebietsansprüche und Forderungen an Polen zurück. Gleichzeitig unterstrich er, dass Polen auch nach der einseitigen Aufkündigung des Nichtangriffspaktes die Verständigung mit Deutschland suche.
Hitler hatte seinen Lebensraumkrieg im Osten zwar ursprünglich mit Polen antreten wollen. Aber jetzt befahl er den Angriff auf Polen, um nach dem erwarteten Sieg den Rücken für den dann unvermeidlichen Krieg mit den Westmächten frei zu haben und Polen als Aufmarschgebiet für den Eroberungskrieg gegen die UdSSR zu nutzen. Laut Schmundt-Protokoll erläuterte Hitler am 23. Mai 1939 der militärischen Führungsspitze:

„Danzig ist nicht das Objekt, um das es geht. Es handelt sich für uns um die Erweiterung des Lebensraumes im Osten. […] Das Problem Polen ist von der Auseinandersetzung mit dem Westen nicht zu trennen. […] Es entfällt also die Frage, Polen zu schonen, und bleibt der Entschluß, bei erster passender Gelegenheit Polen anzugreifen.“

Nunmehr begannen alle beteiligten Staaten sich auf den Fall eines bewaffneten Konfliktes vorzubereiten. Italien und das Deutsche Reich schlossen am 22. Mai 1939 einen Freundschafts- und Bündnisvertrag ab, den Stahlpakt. Dem folgten der deutsch-dänische Nichtangriffspakt (31. Mai), der deutsch-estnische Nichtangriffspakt, der deutsch-litauische Nichtangriffspakt und der deutsch-lettische Nichtangriffspakt (7. Juni). Auf der anderen Seite intensivierten Großbritannien und Frankreich ihre Bemühungen um die UdSSR und gaben der Türkei jeweils eine Beistandserklärung ab (12. Mai / 23. Juni), die im Oktober 1939 zum Dreiparteienvertrag von Ankara führten. Außerdem wurde im Vereinigten Königreich per Gesetz am 26. Mai 1939 die allgemeine Wehrpflicht eingeführt.
Beim Treffen von Pyry Ende Juli 1939 übermittelten polnische Kryptoanalytiker des Biuro Szyfrów Kollegen aus Frankreich und Großbritannien die von ihnen entwickelten Methoden zur Entzifferung von mit der Rotor-Schlüsselmaschine Enigma verschlüsselten Botschaften.

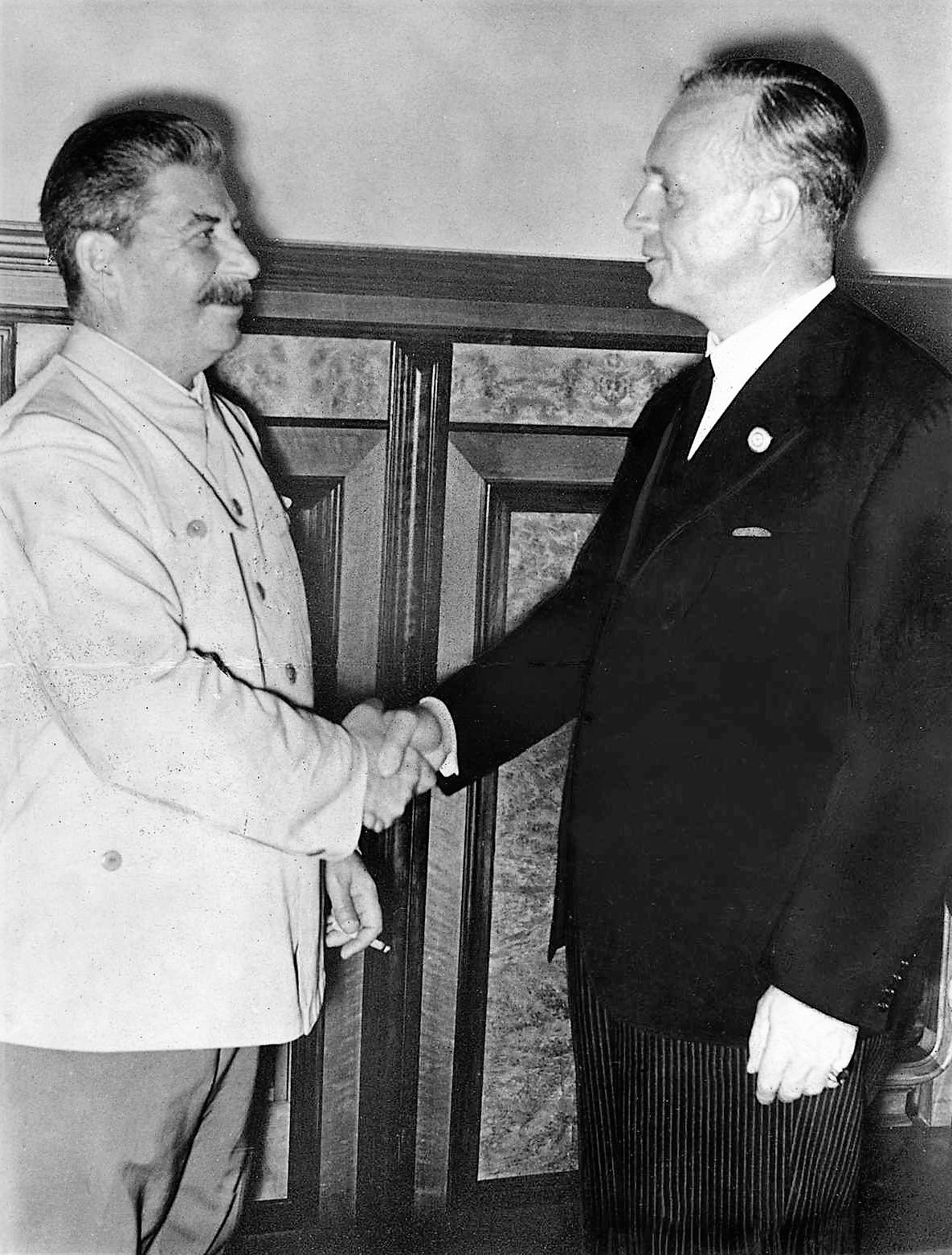
Moskau am 24. August 1939: Stalin und Ribbentrop im Kreml anlässlich des Abschlusses des deutsch-sowjetischen Nichtangriffspaktes

Diese Bündnisverhandlungen fanden ihren Höhepunkt am 24. August 1939 mit der Unterzeichnung des deutsch-sowjetischen Nichtangriffspaktes. Der (auf den Vortag datierte) Vertrag machte den Bemühungen der Westmächte um die UdSSR ein Ende und versetzte Hitler in die Lage, eine militärische Aktion zu beginnen, ohne dabei gegen die Rote Armee kämpfen zu müssen. Der Vertrag enthielt zugleich ein geheimes Zusatzprotokoll, in dem die Vertragspartner ihre jeweiligen Einflusssphären in Osteuropa bestimmten. Es sah unter anderem eine Aufteilung Polens vor. Für Josef Stalin bot der Abschluss dieses Paktes mehr Vorteile als ein Bündnis mit dem Westen. Zum einen konnte er auf diesem Weg Ostpolen zurückerobern, das erst 1921 im Frieden von Riga an Polen gefallen war. Außerdem rechnete er bei einem Krieg zwischen den „kapitalistischen Staaten“ damit, dass es einfacher sein würde, sowjetische Gebietsansprüche im Baltikum und in Bessarabien durchzusetzen. Auf der anderen Seite befürchtete er, bei einem Krieg gegen das Deutsche Reich auch von dessen Partner Japan angegriffen zu werden. Für Hitler ebnete der Vertrag den Weg zu einem Krieg gegen Polen, ohne dabei auf die Westmächte Rücksicht nehmen zu müssen, denn durch das Abkommen war eine Blockade Deutschlands wie im Ersten Weltkrieg nicht möglich. Er gab deshalb erste Anordnungen in Vorbereitung auf einen Krieg. Schon am 22. August legte er in einer Ansprache vor der Wehrmachtführung dar: „Vernichtung Polens in Vordergrund. Ziel ist die Vernichtung der lebenden Kräfte, nicht die Erreichung einer bestimmten Linie. Auch wenn im Westen Krieg ausbricht bleibt Vernichtung Polens im Vordergrund.“ Zusätzlich versuchte er in den folgenden Tagen, durch Angebote an Großbritannien die Westmächte doch noch von einer Unterstützung Polens abzuhalten. Kurz nach dem Abkommen mit Stalin schrieb Hitler noch am 24. August 1939 einen persönlichen Brief an Mussolini, in dem er ihn bat, den Krieg gegen Polen zu unterstützen.

### 3. Phase: Überfall auf Polen

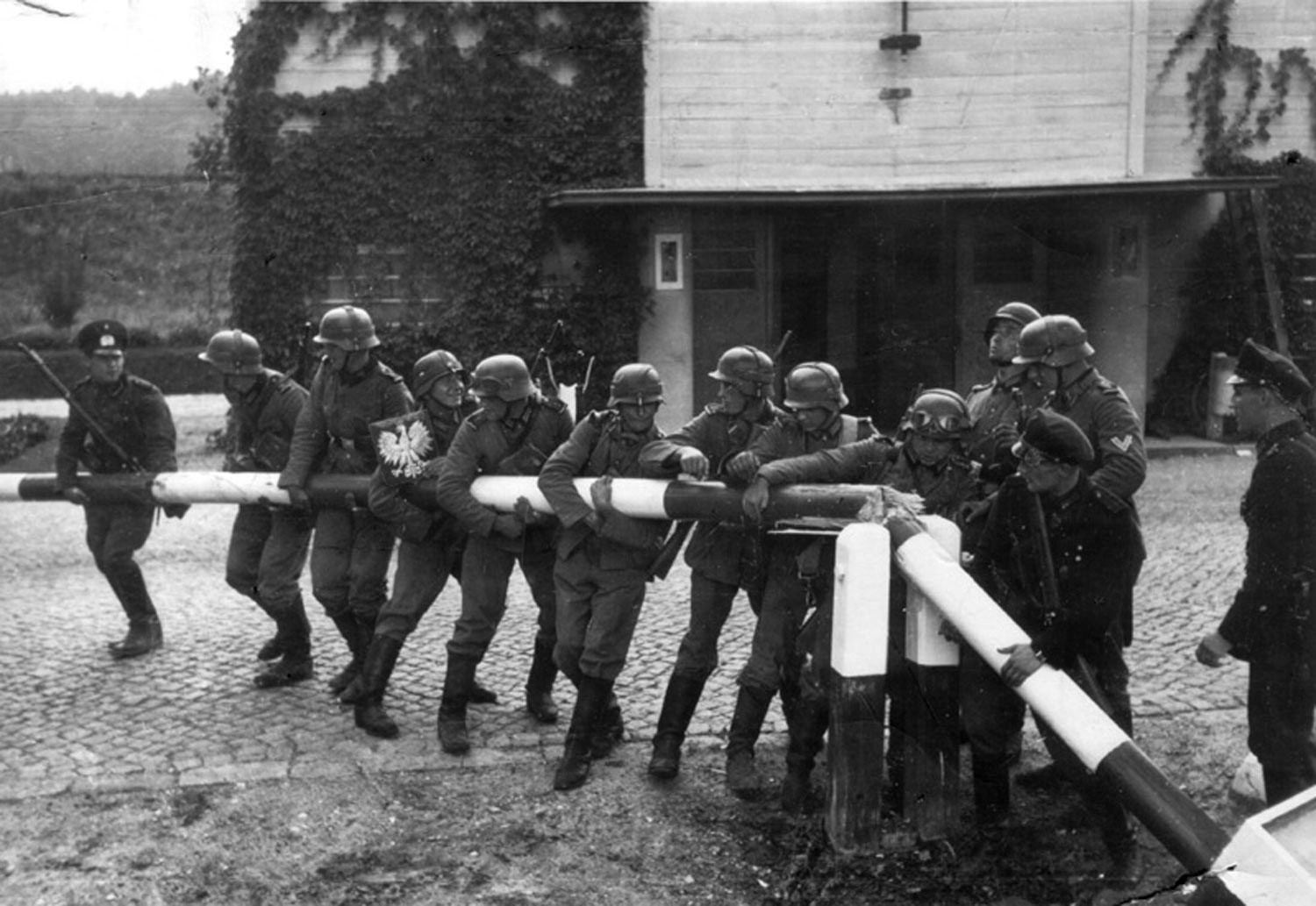
Danziger Landespolizisten und Grenzbeamte stellen im September 1939 bei Zoppot für die „Deutsche Wochenschau“ den Abriss des polnischen Schlagbaums an der Grenze zur Freien Stadt Danzig nach

Nunmehr schaltete sich der Verantwortliche für den Vierjahresplan Hermann Göring, der gegenüber den Kriegsplänen Hitlers skeptisch war, in die Verhandlungen ein. Wie bereits Anfang August entsandte er inoffiziell einen Vertrauten, den schwedischen Geschäftsmann Birger Dahlerus, am 25. August nach London, um die britische Regierung der deutschen Verständigungsbereitschaft zu versichern. Am selben Tag gab Hitler um 15:02 Uhr jedoch Befehl, den Angriff auf Polen am Morgen des 26. August zu beginnen. Um die britische Regierung doch noch auf seine Seite zu ziehen, ließ Hitler den britischen Botschafter Sir Nevile Henderson zu sich kommen und erklärte ihm, dass er bereit wäre, nach einer Lösung der Probleme mit Polen einen Vertrag mit Großbritannien abzuschließen, in dem alle generellen Interessen geklärt werden sollten. Dies beträfe deutsche Kolonialforderungen, aber auch deutsche Militärhilfe für Großbritannien. Um 16:30 Uhr traf die Nachricht in Berlin ein, dass die britische und die polnische Regierung gerade einen formellen Beistandspakt (Agreement of Mutual Assistance) abgeschlossen hätten, welcher die bisher nur mündlich erfolgte Garantieerklärung festigte. Um 17:54 Uhr teilte Mussolini Hitler mit, dass sich Italien nicht an einem Krieg beteiligen werde.
Vor diesem Hintergrund sagte Hitler um 20 Uhr den Angriffsbeginn ab. Einige kleinere Truppenabteilungen erhielten diesen Befehl nicht mehr rechtzeitig, so dass es am Morgen des 26. August entlang der deutsch-polnischen Grenze zu einigen kleineren Gefechten kam. Welcher Punkt nun ausschlaggebend für die Zurücknahme des Angriffsbefehls war, lässt sich nicht mehr eindeutig feststellen. Aber auch das Militär hatte eine Verschiebung gutgeheißen, um die Zeit für die Mobilmachung der eigenen Streitkräfte zu gewinnen.
Dahlerus setzte seine Bemühungen fort und sprach am 26. August beim britischen Außenminister Lord Halifax vor. Dieser übergab ihm einen Brief an Göring, in dem er Großbritanniens Wunsch nach einer diplomatischen Lösung betonte. Göring unterrichtete Hitler vom Inhalt des Briefes, und dieser entsandte Dahlerus am 27. August noch einmal nach London. Die britische Regierung begrüßte den von Hitler vorgeschlagenen deutsch-britischen Vertrag und erkannte die Notwendigkeit einer Lösung der Korridorfrage an. Sie empfahl dazu die Wiederaufnahme der direkten deutsch-polnischen Verhandlungen, deren Zustandekommen die britische Regierung unterstützen wollte, wies zugleich aber darauf hin, dass auch Polens Interessen gewahrt werden müssten. Dies wurde in einem Memorandum an die deutsche Regierung, das am Abend des 28. August durch Henderson übergeben wurde, festgehalten. Von den beteiligten Diplomaten wurde diese Entwicklung als Entspannung aufgefasst. Göring erklärte gegenüber Birger Dahlerus: „Der Friede ist gesichert!“
Bei dem seit dem Frühjahr ins Auge gefassten Plan zum Angriff auf Polen suchte Hitler nach einer Möglichkeit, dem eigenen Volk und vor allem auch den westlichen Demokratien gegenüber diesen Krieg zu rechtfertigen. Laut den Erinnerungen Albert Speers äußerte Hitler kurz vor Kriegsausbruch:
„Dieses Mal wird der Fehler von 1914 vermieden werden. Es kommt nun alles darauf an, der Gegenseite die Schuld zuzuschieben.“
Zu diesem Zweck stellte Hitler einen weiteren „Vermittlungsvorschlag“ in der Danzigfrage zusammen, von dem er annehmen musste, dass er aufgrund seiner weitreichenden Konsequenzen für die polnische Regierung unannehmbar war. Oberstleutnant Helmuth Groscurth notierte dazu am 29. August 1939 in sein Tagebuch:

„Der Führer hat Ribbentrop, Himmler, Bodenschatz u. a. gesagt: ‚Diese Nacht werde ich mir etwas Teuflisches ausdenken für die Polen, an dem sie krepieren werden.‘“

Am 29. August um 12:55 Uhr wurden die wichtigsten Schiffe der polnischen Flotte in britische Gewässer beordert (Operation Peking). Zunächst wollte Hitler die neuen Vorschläge dem britischen Botschafter präsentieren. Am 29. August, um 19:15 Uhr abends, erschien Henderson bei Hitler und Ribbentrop in der Reichskanzlei, um die deutsche Antwort auf das letzte britische Memorandum zu empfangen. Obwohl Hitler alle Punkte der britischen Regierung akzeptierte, forderte er am Schluss des Gespräches in ultimativer Form die Entsendung eines mit allen Vollmachten ausgestatteten polnischen Unterhändlers bis zum Abend des folgenden Tages, dem 30. August. Als Begründung gab er an, dass die politischen Spannungen eine möglichst schnelle Lösung erforderlich machten. Henderson fasste diese Forderung als ein Ultimatum auf und empörte sich darüber. Nach einem lauten Wortgefecht verließ er die Reichskanzlei. Wiederum schickte Göring Dahlerus nach London, um besänftigend zu wirken. Die britische Regierung antwortete in einer Note noch in der Nacht: „Die Art der Fühlungnahme und die Vorbereitungen für einen Meinungsaustausch müssen selbstverständlich in aller Eile zwischen der deutschen und der polnischen Regierung vereinbart werden. Die Regierung Seiner Majestät ist jedoch der Ansicht, daß es untunlich sein würde, diese Fühlungnahme schon heute herzustellen.“ Gleichzeitig wurde bekannt, dass der britische Botschafter in Warschau nach London telegraphiert hatte, er glaube nicht, dass die polnische Regierung sich diesem Ultimatum beugen werde:

„They would certainly sooner fight and perish rather than submit to such humiliation, especially after the examples of Czechoslovakia, Lithuania and Austria.“

Tatsächlich erschien kein Vertreter der polnischen Regierung, welche durch das Ultimatum alarmiert die Mobilmachung der polnischen Streitkräfte einleitete.
Als Henderson die britische Note übergeben hatte, las ihm Außenminister Ribbentrop die deutschen Vorschläge vor, die als Basis für die Verhandlung mit dem polnischen Bevollmächtigten hätten dienen sollen: Danzig solle dem Deutschen Reich angegliedert, Gdingen dafür als polnisch anerkannt werden; im Korridor sollte eine Volksabstimmung auf der Basis der Volkszählung von 1919 über die Zugehörigkeit des Gebietes entscheiden, wobei der jeweils unterlegenen Seite eine exterritoriale Verkehrsverbindung durch den Korridor zur Verfügung gestellt werden sollte. Als Henderson den Text dieser Vorschläge zur Weiterleitung an seine Regierung haben wollte, verweigerte Ribbentrop die Herausgabe mit der Begründung, sie seien überholt, da der polnische Unterhändler nicht erschienen sei. Trotzdem betrachtete Henderson diese Vorschläge als „not on the whole too unreasonable“ und empfahl dem polnischen Botschafter Lipski, seiner Regierung zu raten, die Verhandlungen wieder aufzunehmen. Ohne Wissen Hitlers schickte Göring Dahlerus mit einer Abschrift zu Lipski. Nach Dahlerus berichtete ihm später am Abend der amerikanische Botschafter Forbes von der Meinung Lipskis:

„Während ich der Sekretärin diktierte, hatte Lipski Forbes mitgeteilt, dass er in keiner Weise Anlaß habe, sich für Noten oder Angebote von deutscher Seite zu interessieren. Er kenne die Lage in Deutschland […] er erklärte, davon überzeugt zu sein, dass im Falle eines Krieges Unruhen in diesem Land ausbrechen und die polnischen Truppen erfolgreich gegen Berlin marschieren würden.“

Die britische Regierung wirkte auf die polnische Regierung ein, sich trotzdem zu Gesprächen einzufinden. Am späten Nachmittag des 31. August traf Botschafter Lipski bei Hitler ein. Als sich herausstellte, dass er keinerlei Verhandlungsvollmachten besaß und lediglich eine Prüfung der deutschen Vorschläge durch die polnische Regierung versprach, weigerte sich Hitler kategorisch, den Botschafter zu empfangen. Tatsächlich hatte Lipski Anweisungen aus Warschau erhalten, kein weiteres deutsches Memorandum entgegenzunehmen, um jedem Vergleich mit dem tschechischen Staatspräsidenten Emil Hácha vorzubeugen, obwohl die britische Regierung mehrfach darauf hinwies, dass ein solches Vorgehen gefährlich sei.
Am 31. August um 21 Uhr unterbrach dann der Rundfunk sein Programm, brachte die Meldung von den „überaus vernünftigen“ deutschen Vorschlägen und dass noch nicht mal ein polnischer Unterhändler dafür erschienen sei. In seiner Reichstagsrede vom 1. September 1939 behauptete Hitler, dass seine Vorschläge für eine friedliche Regelung der Danzig-Frage mit Mobilmachungen und verstärktem Terror beantwortet worden seien. Hitlers Dolmetscher Paul Schmidt hörte, wie Hitler einige Zeit später sagte:

„Ich brauchte ein Alibi, vor allem dem deutschen Volk gegenüber, um ihm zu zeigen, dass ich alles getan hatte, den Frieden zu erhalten. Deshalb machte ich diesen großzügigen Vorschlag über die Regelung der Danziger und Korridor-Frage.“

Hitlers Vermittlungsvorschlag zur Danzig-Frage vom 29. August ist deshalb in der Forschungsliteratur genau wie der Gleiwitz-Zwischenfall als eine propagandistische Rechtfertigung des Angriffskrieges gegen Polen bewertet worden. Nach Rainer F. Schmidt hatte Hitler die diplomatische Entwicklung in den letzten Tagen genau so gesteuert, wie es Generalstabschef Halder am 29. August 1939 niedergeschrieben hatte: „30.8. Polen in Berlin. 31.8. Zerplatzen. 1.9. Gewaltanwendung“. Die einzige Alternative zum vom Hitler vom Zaun gebrochenen Krieg, wäre das die Polen so wie Hácha zu Kreuze gekrochen wären.
Hitler befahl nun den Angriff auf Polen für den folgenden Morgen. Er ging nicht davon aus, dass Frankreich und Großbritannien nach den letzten Verhandlungen ihren Bündnisverpflichtungen gegenüber Polen nachkommen würden. Am 1. September 1939, um 4:15 Uhr, überschritten deutsche Streitkräfte die polnische Grenze und begannen damit den Krieg gegen Polen.

### 4. Phase: Die Ausweitung zum europäischen Konflikt

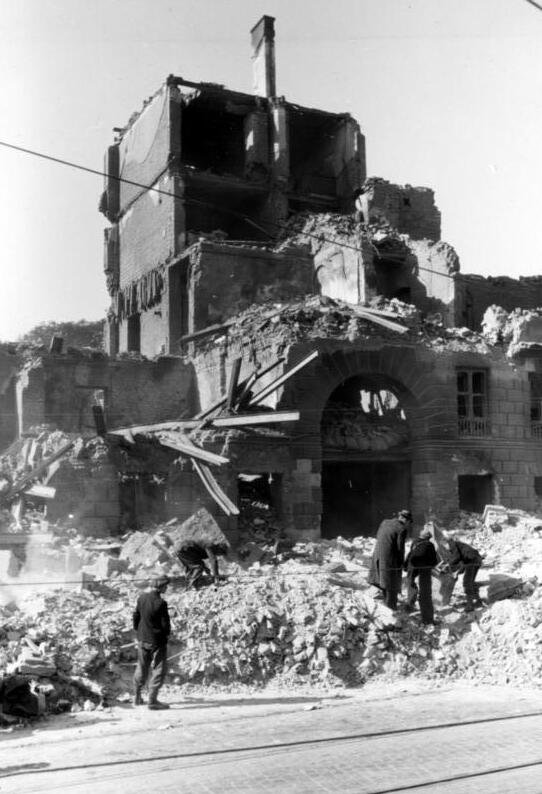
Zerstörte Gebäude in Warschau, November 1939

Nach dem Einmarsch der deutschen Truppen war das britische Kabinett uneins. Chamberlain hielt eine friedliche Lösung noch für möglich. Halifax verhandelte mit den Deutschen, Franzosen und Italienern, ohne zu einem Ergebnis zu kommen. Die Mehrheit im Kabinett „hielt nichts von weiteren Aufschüben“ und beschloss eine „letzte Warnung“ an Hitler auszusprechen. Demzufolge teilte der britische Botschafter Henderson der deutschen Regierung am Abend des 1. September mit, die von Mussolini am Vortage vorgeschlagene Konferenz in Florenz, der auch Hitler zugestimmt hatte, „könne nur stattfinden“, wenn Deutschland seine Kampfhandlungen in Polen einstelle und seine Truppen zurückziehe. Deutschland reagierte auf diesen Vorstoß nicht. Am Abend des nächsten Tages, Samstag, den 2. September, stand der Regierungschef Chamberlain um 20:00 vor dem vollbesetzten Unterhaus. Er musste dem Haus gestehen, dass Hitler auf die „letzte Warnung“ nicht geantwortet hatte. Als Chamberlain weiter sprach, man müsse Hitlers Nichtreaktion verstehen und man brauche etwas mehr Zeit, erfasste eine Welle von Ingrimm das Haus. Die Stimmung in der politischen Elite ganz Großbritanniens hatte sich seit den Wortbrüchen Hitlers bei dem Münchner Abkommen gedreht. Die ganz große Mehrheit im Unterhaus war über alle Parteien hinweg der Ansicht, dass Hitlers Deutschland ganz Europa, wenn nicht die ganze Welt, unter seine Herrschaft bringen wollte, und dass es Zeit sei, sich zu wehren. Der Sprecher der oppositionellen Labour Party, Arthur Greenwood, sprach allen Abgeordneten aus der Seele, als er sagte:

„Ich bin tief betroffen. Vor 38 Stunden hat ein militärischer Angriff begonnen. Ich frage mich, wie lange wir noch bereit sind zu zaudern in einer Zeit, da England und alles, wofür England steht, und die menschliche Zivilisation in Gefahr sind.“

 Chamberlain war erschrocken, welche feindselige Wirkung seine Worte ausgelöst hatten. Die Mehrheit des Kabinetts kam ohne Chamberlain direkt nach der Unterhaussitzung zusammen und beschloss, den Deutschen ein Ultimatum zu stellen. Dieses führten Chamberlain und Halifax aus.
Am nächsten Morgen, dem 3. September um 9:00, übergab der Botschafter Henderson an das Auswärtige Amt ein formelles Ultimatum des Inhalts, dass Großbritannien sich mit Deutschland im Krieg befinden werde, wenn dieses nicht innerhalb von zwei Stunden das Feuer einstelle und seine Armeen aus Polen zurückziehe. Kurz vor Ablauf der Frist antwortete die Reichsregierung mit einer vorgefertigten Erklärung, sie wolle nichts als die Ungerechtigkeiten des Versailler Vertrages beseitigen, während Großbritannien die Polen zu aggressivem Verhalten animiert habe. Um 12:00 Uhr stellten die Franzosen ein ähnliches Ultimatum, das die Reichsregierung ebenfalls zurückwies. Sie erklärte dazu, dass man nicht beabsichtige, in Frankreich einzumarschieren. Um 11:15 Uhr machte Chamberlain in einer Rundfunkansprache dem britischen Volk die Kriegserklärung an Deutschland öffentlich und nannte die Gründe.
Hitler antwortete am frühen Nachmittag mit vier Proklamationen an das deutsche Volk, die er verlesen ließ. Er habe alles versucht, um den Krieg zu verhindern, doch die britische Kriegstreiberei habe das unmöglich gemacht. Verantwortlich sei allerdings nicht das britische Volk, sondern die „jüdisch-plutokratischen Führer“. In seiner Erklärung an die NSDAP äußerte er: „Unser jüdisch-demokratischer Weltfeind hat es fertiggebracht, das englische Volk in den Kriegszustand gegen Deutschland zu stellen.“ Damit hatte Hitler den Krieg in Europa begonnen.

### Gesamtdarstellungen
- P.M.H. Bell: The Origins of the Second World War in Europe. Longman, 1997. ISBN 0-582-30470-9.
- Andrew J. Crozier: The causes of the Second World War. Blackwell, Oxford 1997, ISBN 0-631-17128-2.
- Wilhelm Deist u. a.: Ursachen und Voraussetzungen des Zweiten Weltkrieges. Fischer, Frankfurt/M. 1991, ISBN 3-596-24432-3 (früherer Titel: Ursachen und Voraussetzungen der deutschen Kriegspolitik).
- Ludwig Denne: Das Danzig-Problem in der deutschen Außenpolitik 1934–1939. Röhrscheid Verlag, Bonn 1959.
- Richard J. Evans: Das Dritte Reich. Band 2/I-II: Diktatur. DVA, München 2006, ISBN 3-421-05653-6.
- Richard J. Evans: Das Dritte Reich. Band 3: Krieg. DVA, München 2009, ISBN 978-3-421-05800-3.
- Hermann Graml: Europas Weg in den Krieg. Hitler und die Mächte 1939. Oldenbourg Verlag, München 1990, ISBN 3-486-55151-5.
- Angela Hermann: Der Weg in den Krieg 1938/39. Quellenkritische Studien zu den Tagebüchern von Joseph Goebbels. München 2011, ISBN 978-3-486-70513-3.
- Klaus Hildebrand (Hrsg.): 1939. An der Schwelle zum Weltkrieg. De Gruyter, Berlin 1990, ISBN 3-11-012596-X.
- Klaus Hildebrand, Karl Ferdinand Werner (Hg.): Deutschland und Frankreich 1936–1939. 15. Deutsch-französisches Historikerkolloquium des Deutschen Historischen Instituts Paris (Beihefte der Francia, 10), München/Zürich (Artemis) 1981, ISBN 3-7608-4660-2. Online auf perspectivia.net.
- Walther Hofer (Hrsg.): Die Entfesselung des Zweiten Weltkrieges. Eine Studie über internationale Beziehungen im Sommer 1939. LIT-Verlag, Münster 2007, ISBN 978-3-8258-0383-4. Nachdruck der Ausgabe S. Fischer, Frankfurt a. M. 1964.
- Hans-Adolf Jacobsen: Nationalsozialistische Außenpolitik 1933–1938. Verlag Metzner, Frankfurt/M. 1968.
- Richard Lamb: Der verfehlte Frieden. Englands Außenpolitik 1935–1945. Ullstein, Frankfurt/M. 1989, ISBN 3-550-07648-7.
- Wolfgang Michalka (Hrsg.): Nationalsozialistische Aussenpolitik (= Wege der Forschung. Band 297). Wissenschaftliche Buchgesellschaft, Darmstadt 1978, ISBN 3-534-07245-6.
- Wolfgang Michalka: Ribbentrop und die deutsche Weltpolitik, 1933–1940. Aussenpolitische Konzeptionen und Entscheidungsprozesse im Dritten Reich (= Veröffentlichungen des Historischen Instituts der Universität Mannheim. Band 5). Fink, München 1980, ISBN 3-7705-1400-9.
- Marie-Luise Recker: Die Außenpolitik des Dritten Reiches. Oldenbourg-Verlag, München 1990, ISBN 3-486-55501-4.
- Horst Rohde: Hitlers erster „Blitzkrieg“ und seine Auswirkungen auf Nordosteuropa. In: Klaus A. Maier u. a.: Die Errichtung der Hegemonie auf dem europäischen Kontinent (Das Deutsche Reich und der Zweite Weltkrieg. Bd. 2). DVA, Stuttgart 1979, ISBN 3-421-01935-5.
- Gerhard L. Weinberg: Hitler's foreign policy. The road to World War II, 1933–1939. Enigma Books, New York 2005, ISBN 1-929631-27-8 (früherer Titel „The foreign policy of Hitler's Germany“)
- Bernd-Jürgen Wendt: Großdeutschland. Außenpolitik und Kriegsvorbereitung des Hitler-Regimes. Dtv, München 1987, ISBN 3-423-04518-3.